# Charles de Foucauld
Vous lisez un « article de qualité » labellisé en 2010.
Pour les homonymes, voir Foucauld. Pour ce qui est nommé d'après Charles de Foucauld, voir Charles de Foucauld (homonymie).
Pour les autres membres de la famille, voir Famille de Foucauld (Périgord).
Charles de Foucauld, né le 15 septembre 1858 à Strasbourg (France) et mort le 1er décembre 1916 à Tamanrasset en Algérie pendant la période coloniale française, est un officier de cavalerie de l'armée française devenu explorateur et géographe, puis religieux catholique, prêtre, ermite et linguiste.
Il est béatifié le 13 novembre 2005 par le pape Benoît XVI puis canonisé le 15 mai 2022 par le pape François. Il est commémoré le 1er décembre.
Orphelin à l'âge de six ans, Charles de Foucauld est élevé par son grand-père maternel, le colonel Beaudet de Morlet. Il intègre l'école spéciale militaire de Saint-Cyr. À la sortie, son classement lui permet de choisir la cavalerie. Il rejoint donc l'École de cavalerie de Saumur où il se signale par son humour potache, tout en menant une vie dissolue grâce à l'héritage perçu à la mort de son grand-père. Il est ensuite affecté en régiment. À vingt-trois ans, il décide de démissionner afin d'explorer le Maroc en se faisant passer pour un juif. La qualité de ses travaux lui vaut la médaille d'or de la Société de géographie et une grande renommée à la suite de la publication de son livre Reconnaissance au Maroc (1888).
De retour en France et après diverses rencontres, il retrouve la foi chrétienne et devient moine chez les trappistes le 16 janvier 1890. Puis il part pour la Syrie, toujours chez les trappistes. Sa quête d'un idéal encore plus radical de pauvreté, d'abnégation et de pénitence le pousse à quitter La Trappe afin de devenir ermite en 1897. Il vit alors en Palestine, écrivant ses méditations (dont la Prière d'abandon) qui seront le cœur de sa spiritualité.
Ordonné prêtre à Viviers en 1901, il décide de s'installer dans le Sahara algérien à Béni Abbès. Il ambitionne de fonder une nouvelle congrégation, mais personne ne le rejoint. Il vit avec les Berbères, adoptant une nouvelle approche apostolique, prêchant non pas par les sermons, mais par son exemple. Afin de mieux connaître les Touaregs, il étudie pendant plus de douze ans leur culture, publiant sous un pseudonyme le premier dictionnaire touareg-français. Les travaux de Charles de Foucauld sont une référence pour la connaissance de la culture touareg.
Le 1er décembre 1916, Charles de Foucauld est assassiné à la porte de son ermitage. Il est très vite considéré comme un martyr et fait l'objet d'une véritable vénération appuyée par le succès de la biographie de René Bazin (1921). De nouvelles congrégations religieuses, familles spirituelles et un renouveau de l'érémitisme s'inspirent des écrits et de la vie de Charles de Foucauld.
Son procès en béatification commence dès 1927. Interrompu durant la guerre d'Algérie, il reprend et Charles de Foucauld est déclaré vénérable le 24 avril 2001 par Jean-Paul II, puis bienheureux le 13 novembre 2005 par Benoît XVI. Le pape François signe le 27 mai 2020 le décret reconnaissant un miracle attribué au bienheureux. Il est canonisé le dimanche 15 mai 2022. Des reliques lui ayant appartenu sont déposées dans le nouvel autel de la cathédrale Notre-Dame de Paris le 8 décembre 2024.

## Biographie

### Enfance

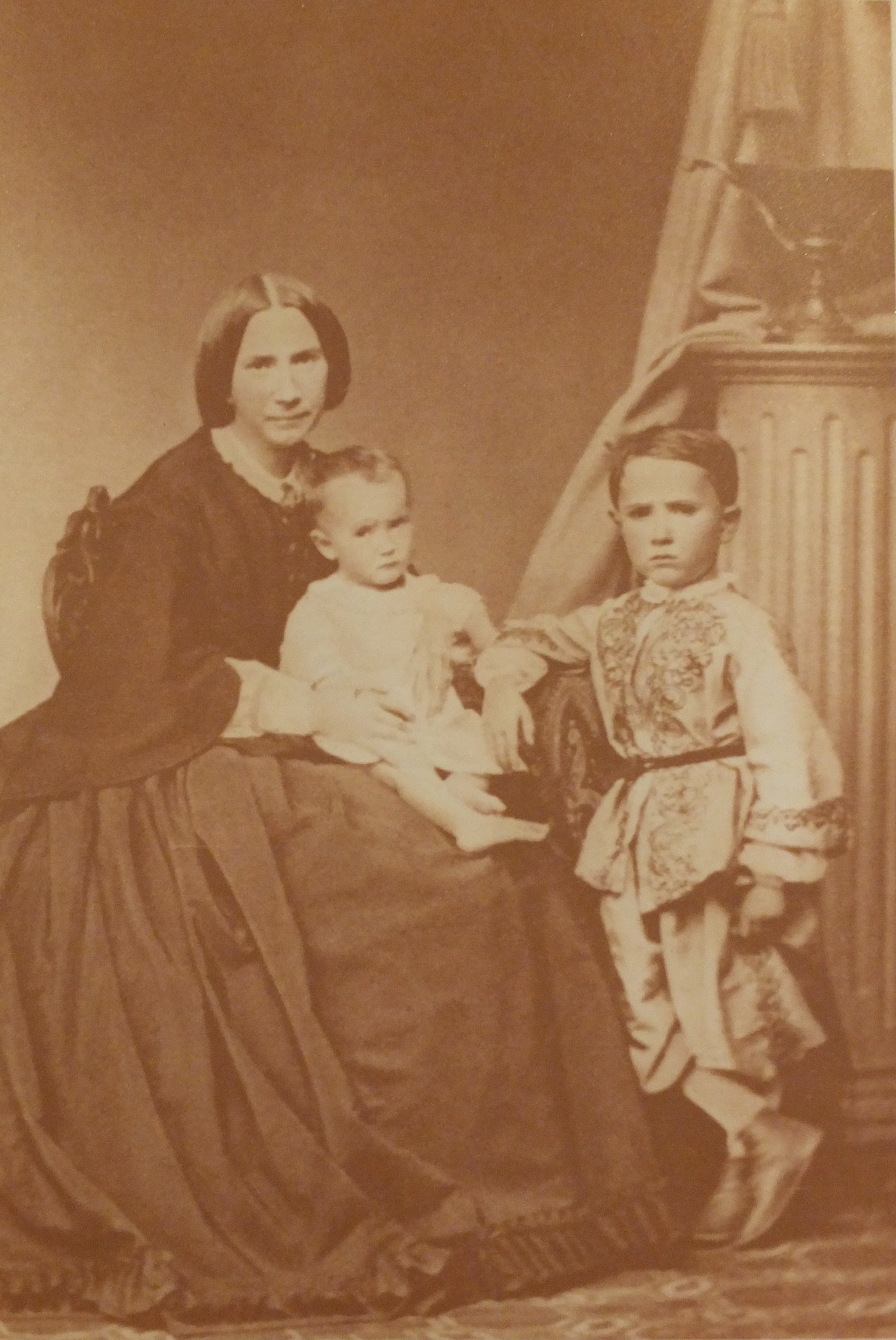
Le jeune Charles de Foucauld vers 5 ans, sa mère et sa sœur cadette, v. 1863.

La famille de Foucauld est une famille de l'ancienne noblesse du Périgord qui a une filiation prouvée remontant à 1298 dont la devise est « Jamais arrière ». Elle aurait donné un chevalier croisé,, mais ce rattachement n'est pas prouvé, celui-ci pouvant appartenir à d'autres familles du mêne nom. Son arrière-grand-oncle, Armand de Foucauld de Pontbriand, vicaire général et cousin germain de l'archevêque d'Arles et abbé commendataire de Solignac, Jean Marie du Lau d'Allemans, et l'archevêque lui-même, sont victimes des massacres de septembre, lors de la Révolution française. Sa mère, Élisabeth Beaudet de Morlet, est issue d'une famille lorraine originaire de Champagne, anoblie au XVIIe siècle. Son grand-père maternel, républicain, a fait fortune pendant la Révolution. Élisabeth Beaudet de Morlet épouse en 1855 François-Édouard de Foucauld de Pontbriand, dit le vicomte de Foucauld de Pontbriand, inspecteur des forêts. De leur union, naît le 17 juillet 1857 un enfant, nommé Charles, qui meurt à l'âge d'un mois.

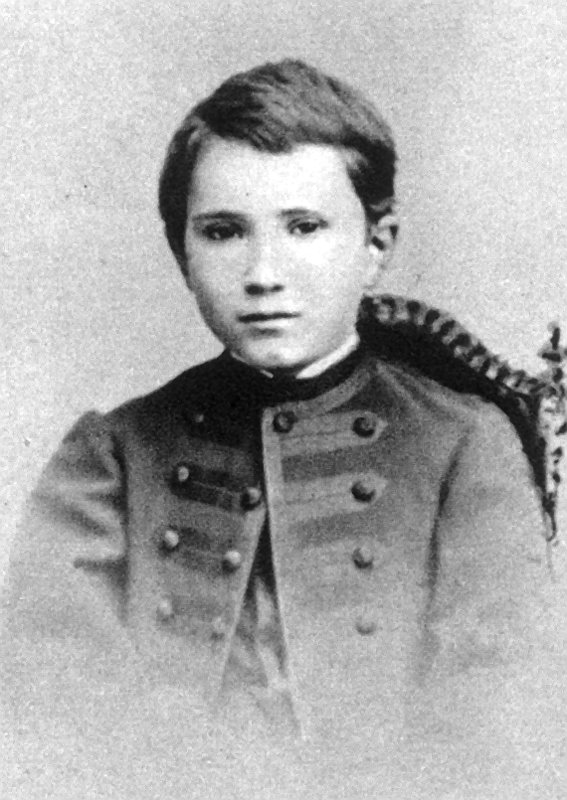
Charles de Foucauld adolescent (1872).

Leur deuxième fils naît à Strasbourg le 15 septembre 1858, dans une maison de la place Broglie voisine de l'ancien hôtel particulier du maire Dietrich, où fut chantée pour la première fois La Marseillaise en 1792. L'enfant est baptisé en l'église Saint-Pierre-le-Jeune (actuellement église protestante, les deux cultes s'y côtoyaient jusqu'en 1898) le 4 novembre de la même année, fête de la saint Charles Borromée. Il reçoit le prénom de son frère aîné, mort à l'âge d'un mois.
Quelques mois après sa naissance, son père est muté à Wissembourg. En 1861, Charles Eugène de Foucauld de Pontbriand est âgé de trois ans quand naît sa sœur Marie-Inès-Rodolphinet. Sa mère Élisabeth, profondément catholique, l'éduque dans la foi chrétienne, favorisant les nombreux actes de dévotion et de piété. Elle meurt d'une fausse couche le 13 mars 1864, suivie de son époux, atteint de neurasthénie, le 9 août suivant.
Orphelins, Charles (âgé de 5 ans 1/2) et sa sœur Marie (3 ans) sont confiés à leur grand-mère paternelle, Clotilde Belfoy, veuve d'Armand de Foucauld, mais celle-ci meurt en 1864 d'une crise cardiaque,. Les enfants sont recueillis par leurs grands-parents maternels, le colonel Beaudet de Morlet et sa femme, qui vivent à Strasbourg.

Le colonel Beaudet de Morlet, ancien polytechnicien, officier du génie, éduque avec beaucoup d'affection ses petits-enfants. Charles de Foucauld écrira de lui : « Mon grand-père dont j'admirais la belle intelligence, dont la tendresse infinie entoura mon enfance et ma jeunesse d'une atmosphère d'amour dont je sens toujours avec émotion la chaleur ».

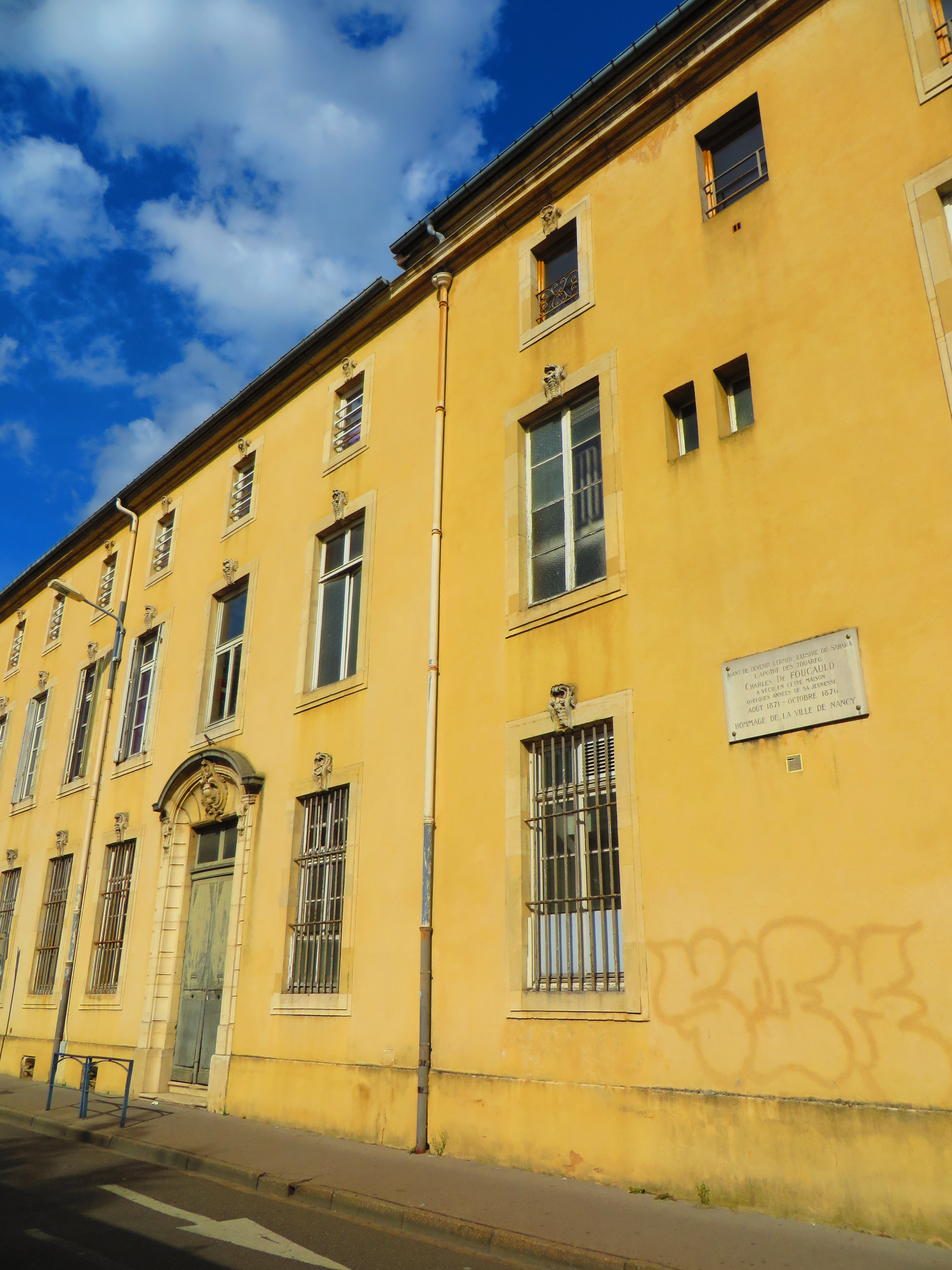
La maison habitée par Charles de Foucauld à Nancy d'août 1871 à octobre 1876.

Charles suit ses études à l'école épiscopale de Saint-Arbogast, où il obtient de bons résultats scolaires. Il entre en 1868 en sixième au lycée de Strasbourg. De tempérament introverti et colérique, il est souvent malade et poursuit ses études grâce à des cours particuliers.

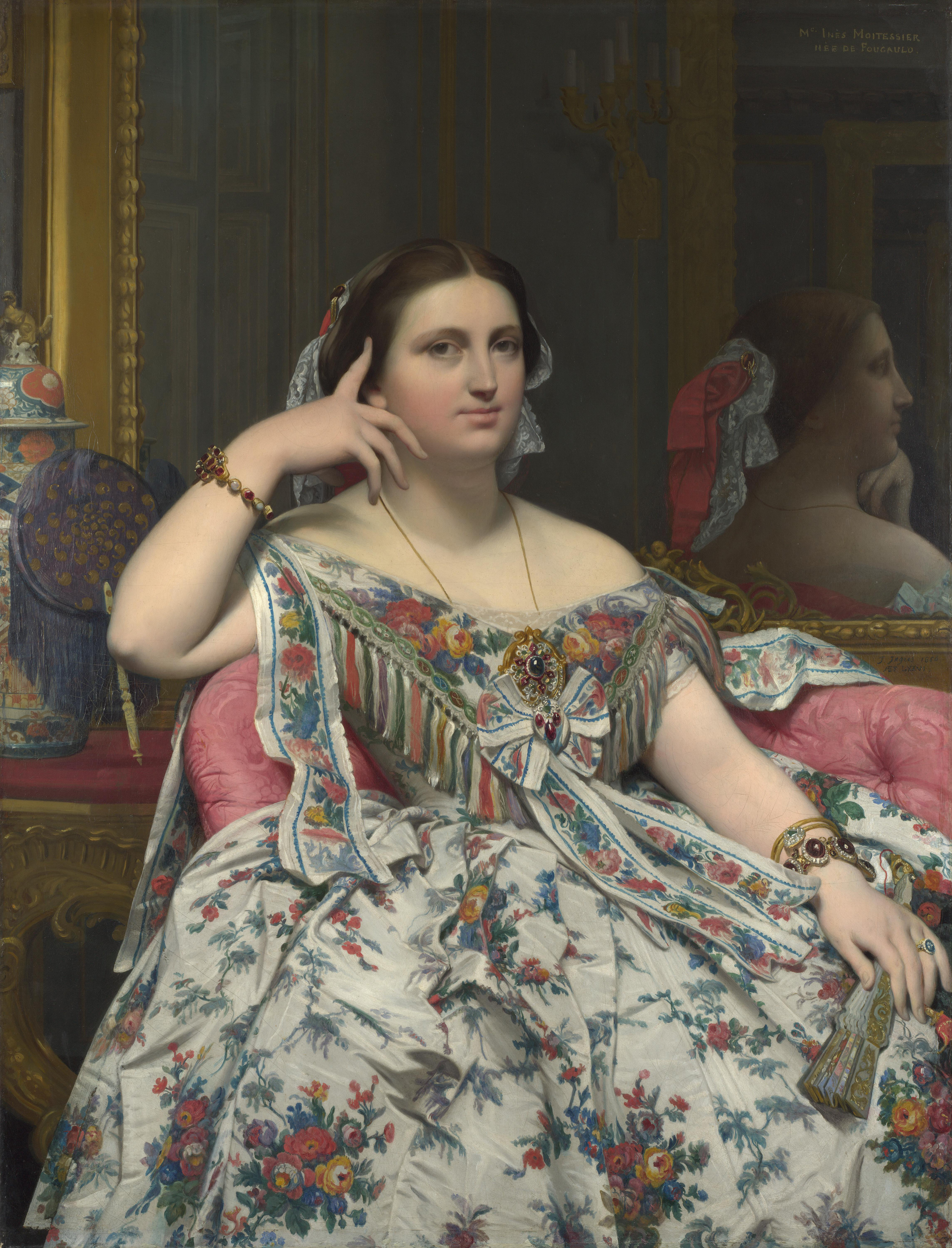
Portrait d'Inès Moitessier par Ingres (1856).

Lors de l'été 1868, il part chez sa tante, Inès Moitessier, au château de Louÿe, dans l'Eure. Elle se sent responsable de son neveu. Sa fille Marie Moitessier (future Marie de Bondy) devient l'amie de Charles de Foucauld, de huit ans son cadet. C'est une fervente pratiquante, qui entretient une relation très proche avec son cousin Charles, ayant parfois un rôle maternel auprès de lui.
En 1870, la famille Beaudet de Morlet fuit la guerre entre la France et la Prusse et se réfugie à Berne en Suisse. À la suite de la défaite, la famille s'installe à Nancy en octobre 1871,. Charles de Foucauld entre alors en troisième au lycée laïc. Il a pour professeur Jules Duvaux, et se lie d'amitié avec Gabriel Tourdes. Les deux jeunes gens se passionnent pour des lectures classiques. Gabriel restera pour Charles l'un des « deux incomparables amis » de sa vie. Son éducation dans un lycée laïc développe chez lui un sentiment patriotique, accompagné d'une méfiance envers l'Allemagne. Il fait sa première communion le 28 avril 1872 et est confirmé par Joseph-Alfred Foulon à Nancy.
En octobre 1873, alors qu'il est en classe de rhétorique, il commence à s'éloigner de la foi, avant de devenir agnostique. Il affirme plus tard : « Les philosophes sont tous en désaccord. Je demeurai douze ans sans nier et sans rien croire, désespérant de la vérité, ne croyant même pas en Dieu. Aucune preuve ne me paraissait évidente ». Cette perte de la foi se double d'un mal-être : il se trouve alors « tout égoïsme, toute impiété, tout désir de mal, j'étais comme affolé »,.
Le 11 avril 1874, sa cousine Marie épouse Olivier de Bondy. Quelques mois plus tard, le 12 août 1874, Charles de Foucauld obtient son premier baccalauréat avec mention bien.

### Jeunesse dissipée

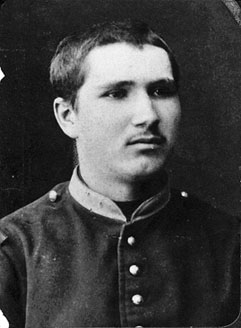
Charles de Foucauld élève officier.

Il est envoyé à l'école Sainte-Geneviève, tenue par les jésuites et alors encore située à Paris dans le Quartier latin, afin de préparer le concours d'entrée à l'École spéciale militaire de Saint-Cyr. Charles s'oppose à la sévérité de l'internat et décide d'abandonner toute pratique religieuse. Il obtient son deuxième baccalauréat en août 1875. Il mène alors une vie dissipée et est exclu du lycée pour « paresse et indiscipline » en mars 1876.
Il retourne alors à Nancy, où il suit les cours d'un précepteur, tout en parcourant secrètement des lectures légères,. Il veut dans ses lectures avec Gabriel Tourdes « jouir d'une façon complète de ce qui est agréable au corps et à l'esprit ». Cette boulimie de lecture amène les deux compères à se plonger dans les œuvres de l'Arioste, de Voltaire, Érasme, Rabelais et Laurence Sterne.
En juin 1876, Charles intègre Saint-Cyr, où il est admis à la 82e place sur 412. Il est l'un des plus jeunes de la promotion de Plewna, à laquelle appartiennent, entre autres, Philippe Pétain, les futurs généraux Georges de Bazelaire, Charles Roques, Victor d'Urbal, Charles Alexis Vandenberg et Antoine de Vallombrosa, marquis de Morès. Il a dix-huit ans quand son grand-père l’émancipe ; devenu majeur, il peut alors jouir d'un important héritage.
Des examens médicaux révèlent chez lui une obésité précoce. Poursuivant ses études malgré son peu d'assiduité au travail, Charles de Foucauld se confie régulièrement à son ami Gabriel Tourdes, auquel il décrit son ennui profond à Saint-Cyr, et évoque avec nostalgie sa vie auprès de son grand-père. La santé de ce dernier se détériore, et il meurt le 3 février 1878. Charles de Foucauld, âgé de 19 ans, confie mélancoliquement à Gabriel Tourdes sa douleur : « On m'enlève du même coup ma famille, mon chez moi, ma tranquillité, et cette insouciance qui était si douce. Et tout cela je ne le retrouverai plus jamais ». Malgré son attitude, que beaucoup considèrent comme déplorable — il est souvent puni pour des petits actes d'indiscipline — Charles de Foucauld est reçu, de façon médiocre, au terme des deux années de préparation, à l'école de cavalerie de Saumur. Il décrit à Gabriel Tourdes son ennui et sa vision de Saint-Cyr : « Tu me demandes si, en quittant Saint-Cyr, je ne sais s'il faut rire ou pleurer : Foutre ! Oui ! Je le sais : il faut rire, et terriblement, et furieusement, c'est effroyable : tu ne te figures pas quel enfer est Saint-Cyr ».
À Saumur, il mène une vie dissolue, profitant à dix-neuf ans de l'important patrimoine dont il a hérité. Celui-ci s'élève à plus de 353 500 francs. Il s'emploie à les dépenser lors de soirées agitées en compagnie de son compagnon de chambrée, Antoine de Vallombrosa, marquis de Morès qui deviendra célèbre comme capitaine d'industrie, homme politique et aventurier, noceur impénitent. Surnommé le « lettré fêtard », il profite alors de sa fortune pour faire venir des prostituées de Paris qui défilent dans sa chambre, et qu'il traite avec peu de respect. Cette attitude libertine se double d'une indiscipline volontaire et répétée. Il est puni de nombreuses fois pour désobéissance, quittant l'école sans autorisation, étant en retard, ne se levant pas le matin… Il a plus de dix-neuf jours d'arrêt simple et quarante jours d'arrêt de rigueur. Aux examens de sortie, Foucauld est classé 87e sur 87.
Nommé en octobre 1879 à Sézanne dans la Marne, il ne s'y plaît pas et demande à être muté. Foucauld est alors affecté en 1880 au 4e Hussards (qui deviendra le 4e Chasseurs d'Afrique) à Pont-à-Mousson. C'est alors la période la plus dissolue de sa vie. Il donne des fêtes qui tournent à l'orgie. Il dépense son argent dans l'achat de livres, de cigares et en soirées. Il vit en concubinage avec Marie Cardinal, une actrice qui travaille à Paris, s'affiche avec elle, et est puni pour s'être « commis en public avec une femme de mauvaise vie ». Sa tante, inquiète de ses frasques, lui écrit et le fait placer une première fois sous conseil judiciaire afin d'éviter qu'il ne dilapide sa fortune,. Il écrit au sujet de cette période : « J'étais moins un homme qu'un porc ».
Il est envoyé à Sétif, en Algérie française, avec son régiment, et emmène sa concubine alors que son colonel le lui a interdit. Condamné à trente jours d'arrêt, puis à la prison, pour sa conduite qui fait scandale, il est mis temporairement hors-cadre de l'armée pour « indiscipline » en février 1881. Il a vingt-trois ans. Plus tard, il dira de cette conduite : « Jamais je ne crois n’avoir été dans un si lamentable état d’esprit. […] J’étais toute vanité, toute impiété, tout désir du mal ; j’étais comme affolé. »
Il se retire à Évian et y vit avec Marie Cardinal. Mais apprenant que son régiment se bat en Tunisie, contre la tribu des Kroumirs il demande sa réintégration — qui lui est accordée quelques mois plus tard — au 4e Chasseurs d'Afrique, acceptant de rompre avec sa concubine,. Il affirmera ressentir alors « l'inquiétude vague d'une conscience mauvaise qui, tout endormie qu'elle est, n'est pas tout à fait morte ».
Charles de Foucauld rejoint ses camarades qui combattent dans le Sud-Oranais, après l'insurrection dirigée par le Cheikh Bouamama. Au cours de cette campagne, il rencontre François-Henry Laperrine, qui devient son ami et a sans doute une influence morale sur lui. À la fin des combats, au bout de six mois de lutte, il part en garnison, fin 1881, à Mascara, en Algérie. Cette campagne a marqué un tournant dans la vie de Charles de Foucauld : non seulement il a fait preuve d'un bon comportement militaire, mais s'est aussi révélé être un bon chef, soucieux de ses hommes. Cette période correspond aussi à la fin de sa vie de débauche.
Il mûrit un projet de voyage en Orient : « J'aime bien mieux profiter de ma jeunesse en voyageant ; de cette façon, au moins, je m'instruirai et je ne perdrai pas mon temps ». Il demande un congé qui lui est refusé. Il démissionne alors de l'armée. Sa famille renforce son contrôle judiciaire, car il a déjà dilapidé plus d'un quart de son héritage.

### Explorateur au Maroc

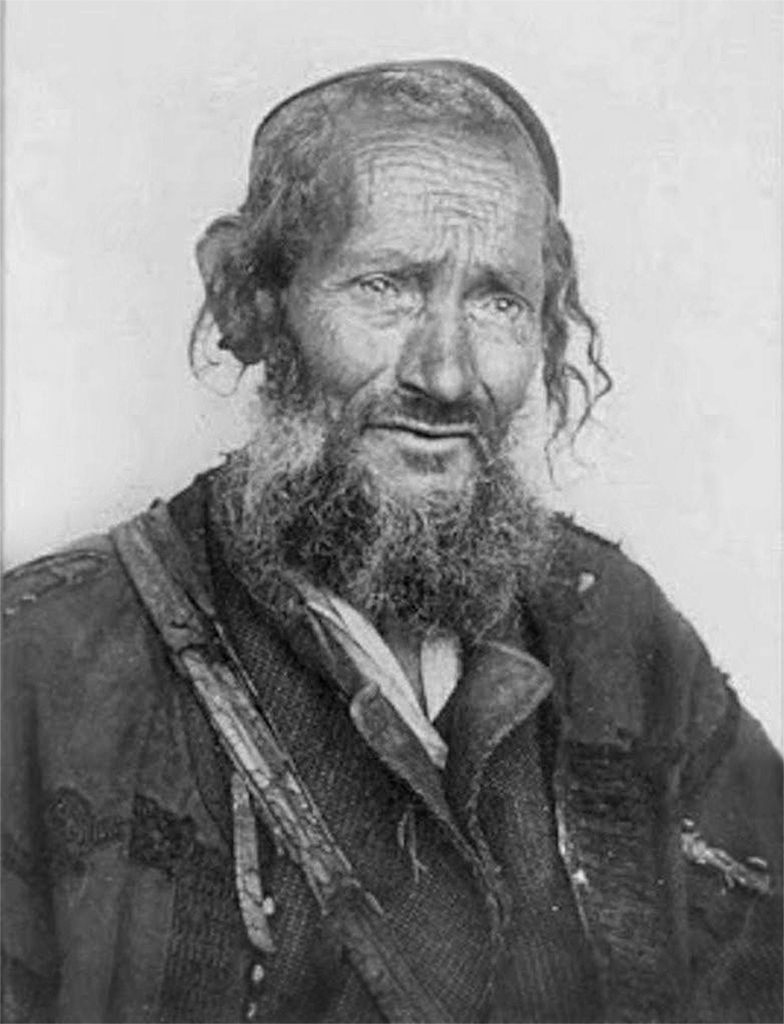
Le rabbin-explorateur Mardochée Aby Serour, guide de Charles de Foucauld, après leur expédition au Maroc, alors âgé d'une cinquantaine d'années, années 1880.

Charles de Foucauld s'installe à Alger dès mai 1882 et y prépare son voyage. La rencontre avec Oscar Mac Carthy, géographe et conservateur de la bibliothèque d'Alger, confirme le projet : ce sera le Maroc, pays encore très mal connu. Il étudie pendant une année l'arabe et l'islam, ainsi que l'hébreu. Suivant les conseils de Mac Carthy, il rencontre le rabbin Mardochée Aby Serour qui lui propose de devenir son guide et lui dit de se faire passer pour un Juif afin de mieux passer inaperçu dans ce pays alors interdit aux chrétiens, sous peine de mort, et peuplé en majorité de tribus échappant au contrôle direct du sultan. Pour que la composition soit juste, Foucauld vit dans le quartier juif d'Alger, laisse pousser sa barbe, ses papillotes, adopte le costume traditionnel juif, acquiert les manières juives et se fait oublier. À cette occasion, il se rend compte par lui-même des vexations antisémites à l'égard des Juifs, venant tant des musulmans que des Français établis en Algérie.
Il comprend plus tard que l'interdiction faite aux chrétiens d'entrer sur ces territoires n'est pas due à l'intolérance religieuse de l'islam mais à la crainte d'être envahi par une nation étrangère (comme ce fut le cas pour l'Algérie, la Tunisie ou le Sénégal) ; de fait, il était plus facile aux Arabes de tuer un supposé espion qu'un « infidèle », d'où tout le danger de son voyage avec Serour car d'autres explorateurs avant lui (souvent déguisés en musulmans) dans la région avaient été assassinés.
Le voyage réputé périlleux commence le 10 juin 1883 en compagnie du rabbin Mardochée Aby Serour. Charles de Foucauld se fait alors appeler « rabbin Joseph Aleman », disant être né en Moldavie, avoir été chassé de son pays par les Russes, et cherchant à visiter la communauté juive du Maroc pour qu'elle lui accorde son aide pécuniaire. Il emporte avec lui tous les instruments de travail nécessaires à son expédition : sextant, boussoles, baromètres, thermomètres, cartes et papiers qu'il dissimule sur sa mule.
Il vit comme un pauvre, suivant son guide, et respectant le shabbat. Encore en Algérie, il croise à Tlemcen, le 13 juin, des officiers français qui ne le reconnaissent pas. L'un d'eux ricane en voyant Charles de Foucauld et dit : « Regardez ce juif accroupi en train de croquer des olives. Il a l'air d'un singe »,. Foucauld et Serour arrivent au Maroc, aidés dans cette mission par Samuel ben Simhon du mellah de Fès, puis à Boujaad par Sid ben-Daoud et son petit-fils El Hadj-Idriss, musulman marocain cultivé et ouvert à l'Occident. Les deux voyageurs bénéficient de l'hospitalité de familles juives marocaines. Foucauld monte sur la terrasse pour faire ses mesures pendant qu'Aby Serour fait le guet, détournant l'attention des éventuels curieux. Devant l'impossibilité de traverser le Rif sauvage, ils prennent la route de Fès. Foucauld décide d'explorer l'est avant d'aller plus au sud. Devant les craintes d'Aby Serour, Charles de Foucauld engage, pour assurer leur sécurité, des cavaliers et négocie dans les différents villages la protection de caïds. Ils atteignent Meknès le 23 août, puis partent vers le sud malgré les vives réticences d'Aby Serour. Pendant les trajets, Foucauld note, sur un minuscule cahier dissimulé dans sa manche, ses remarques et des croquis, en s'abritant des regards de ses accompagnateurs. Le soir commence un long travail pour recopier sur un cahier de plus grande taille les différentes annotations prises pendant la journée. L'expédition atteint le Haut Atlas, le col de Tizi n'Telouet ; Charles de Foucauld est le premier Européen à explorer cette partie du Maroc,. S'y étant fait passer pour un Juif, il écrit que « les Israélites..., aux yeux des musulmans, ne sont pas des hommes » au sens viril, c'est-à-dire qu'ils comptent comme des femmes, car « les chevaux, les armes sont interdits ».

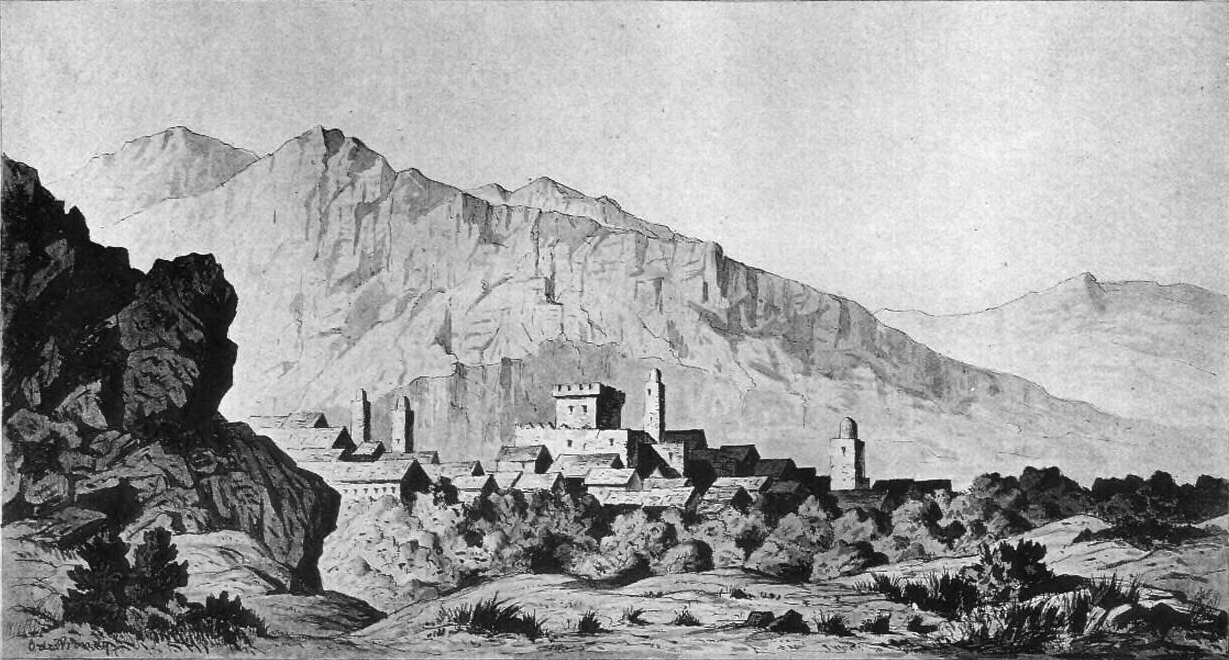
Reconnaissance du Maroc : croquis de Charles de Foucauld gravé par Dujardin.

Charles de Foucauld est touché par la beauté des paysages, mais aussi par la piété musulmane. Il écrit dans ses notes de voyages : 
« Une nuit du destin, après le vingt-septième jour du ramadan. Alors, les démons sortent de la terre, ce qui justifie la nuit de prière pour se soustraire à leurs tentations. On comprend, dans le recueillement de nuits semblables, cette croyance des Arabes à une nuit mystérieuse, leïla el Kedr, dans laquelle le ciel s'entrouvre, les anges descendent sur la terre, les eaux de la mer deviennent douces et tout ce qu'il y a d'inanimé dans la nature s'incline pour adorer son Créateur ».
Il explore le Maroc jusqu'à Tissint (en), située entre Tata et Foum Zguid, avant de faire demi-tour devant les dangers et le manque d'argent. Abandonnant son compagnon de route, avec qui il a souvent des relations animées sur notamment le chemin à emprunter ou la vitesse de marche, il part à Mogador afin de demander de l'argent à sa famille. Il y reste plusieurs semaines, travaillant à rédiger son carnet de voyage. Une fois l'argent reçu, il rejoint Aby Serour. Ensemble, ils remontent le Haut Atlas, accompagnés par trois Arabes censés les protéger mais qui les dépouillent, en leur laissant la vie sauve et sans dérober les instruments et carnets de l'explorateur. Charles de Foucauld et Aby Serour se réfugient auprès de la communauté juive et regagnent l'Algérie après près de onze mois de voyage, au lieu des cinq prévus initialement,.
Foucauld parle d'Aby Serour en des termes péjoratifs dans sa correspondance privée ; il ne lui rendra hommage que très tardivement (après sa « conversion »). Il procède pareillement à l'égard des Juifs dans son ouvrage sur le Maroc, peu avare en descriptions antisémites,,, : « J’écris des Juifs du Maroc moins de mal que je n’en pense ». Des éléments biographiques de Foucauld laissent penser qu'à Saint Cyr et Saumur, il s'est imprégné de l'antisémitisme qui régnait dans l'armée française après la défaite de 1870 face à l'Allemagne, et qui atteindra son apogée en 1892 avec l'affaire Dreyfus. Quant à Mardochée Aby Serour passablement usé avant l'âge par ce voyage, il meurt moins de deux ans après leur retour, dans l'oubli et la misère, à Alger en 1886.
Ce voyage au cœur du Maroc de juin 1883 à mai 1884, et la masse considérable de renseignements rapportés, notamment géographiques et ethnologiques, valent à Charles de Foucauld la médaille d'or de la Société de géographie de Paris le 9 janvier 1885. À la Sorbonne, il reçoit les palmes académiques pour son travail. De retour en France, il retrouve les siens, et notamment sa tante paternelle Inès Moitessier, mais la vie parisienne l'ennuie.
L'avant-dernier jour de l'année 1884, sa sœur Marie épouse Raymond de Blic, neveu d'Alexis de Tocqueville. Ils seront entre autres les parents de l'amiral Charles de Blic (1887-1965) qui aura pour parrain Charles de Foucauld.
Foucauld repart pour Alger où Mac Carthy lui présente un spécialiste de géographie, le commandant Titre. Charles de Foucauld rencontre ainsi la fille du commandant, Marie-Marguerite, avec qui il envisage de se marier. Sa famille s'oppose à ce mariage et après plusieurs mois de réflexion, il choisit de façon définitive le célibat. Il décide alors de repartir dans le Sahara, où il mène une seconde expédition, s'embarquant le 14 septembre 1885 pour Alger. Il découvre une partie du Sahara et dessine de nombreux croquis de cette expédition,. Il rentre en France en février 1886.

### Conversion

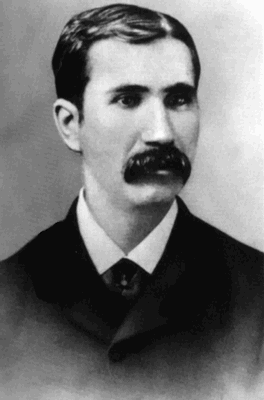
Charles de Foucauld en 1886.

De février à octobre 1886, Foucauld loue une chambre à Paris près du domicile de sa cousine Marie de Bondy. Âgé de 28 ans, ayant regagné l'estime des membres de sa famille, son attitude change. Il s'intéresse à la spiritualité et se met à lire tant le Coran qu'« Élévation sur les mystères » de Bossuet, livre offert par Marie de Bondy. Il ne retrouve plus le plaisir d'antan dans les lectures coquines, qui le dégoûtent maintenant. Il mène une vie de plus en plus sobre, loin des frasques qui choquaient tant sa famille. Il travaille tout au long de l'année 1887 à la correction définitive de Reconnaissance au Maroc, qui paraît en 1888.
L'expérience au Maroc a été une révélation pour Foucauld. Il affirmera en 1901 : « L'Islam a produit en moi un profond bouleversement. La vue de cette foi, de ces âmes vivant dans la continuelle présence de Dieu, m'a fait entrevoir quelque chose de plus grand et de plus vrai que les occupations mondaines »,,. Sa méfiance vis-à-vis de la foi chrétienne s'estompe progressivement à travers les discussions avec sa cousine Marie de Bondy, au cours desquelles ils parlent religion. Marie de Bondy joue un rôle très important dans sa conversion. Il la décrit plus tard comme « l'ange terrestre » auquel il pourra se confier. Mais surtout, il participe à des dîners mondains qui changent sa perception de la foi : « À Paris je me suis trouvé avec des personnes très intelligentes, très vertueuses et très chrétiennes. Je me suis dit que peut-être cette religion n'était pas absurde »,. Il se met à fréquenter la paroisse Saint-Augustin, où officie l'abbé Huvelin.

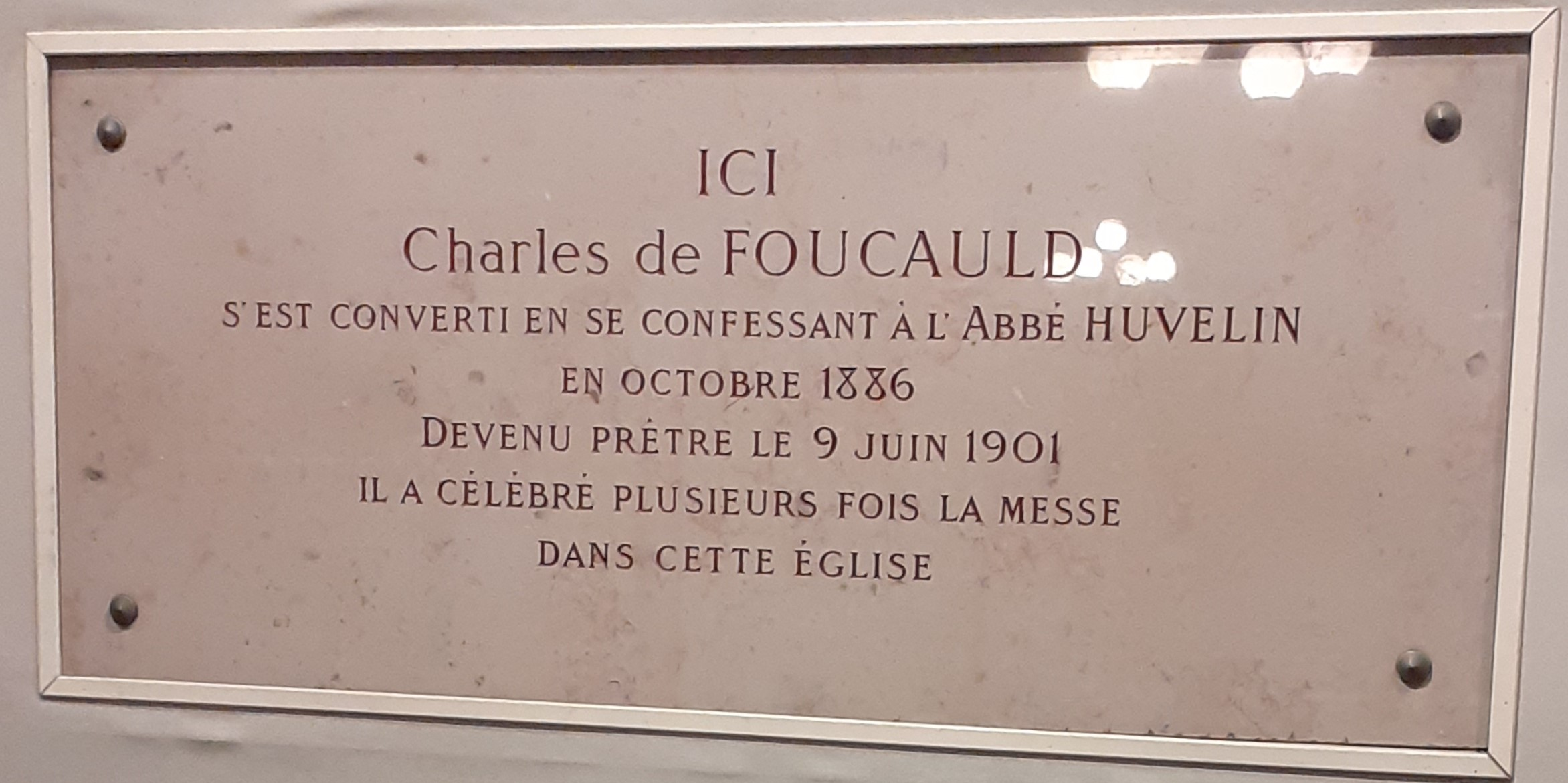
Église Saint-Augustin - Paris - plaque souvenir de la conversion de Charles de Foucauld.

Il cherche alors à le rencontrer, et se décide à le voir dans le confessionnal de l'église Saint-Augustin le 30 octobre 1886. Charles de Foucauld exprime sa volonté de retrouver la foi. L'abbé Huvelin lui demande alors de se confesser, ce que Foucauld fait. Il lui donne ensuite la communion. C'est, d'après lui, une seconde révélation : « Aussitôt que je crus qu'il y avait un Dieu, je compris que je ne pouvais faire autrement que de ne vivre que pour Lui : ma vocation religieuse date de la même heure que ma foi : Dieu est si grand. Il y a une telle différence entre Dieu et tout ce qui n'est pas Lui. »,.
Cette conversion pousse Foucauld à vouloir changer radicalement de vie, il devient croyant et commence à prier ; il lit le bréviaire et les Pères du désert. L'abbé Henri Huvelin devient son père spirituel, et tente de modérer ses ardeurs. Il le met en garde devant une vocation religieuse trop rapidement discernée, et lui demande de prendre son temps.
Très vite, des difficultés se présentent pour la foi de Foucauld : « Dans les commencements, la foi eut bien des obstacles à vaincre. Moi qui avais tout douté, je ne crus pas tout en un jour. Les miracles de l'Évangile me paraissaient incroyables ». L'abbé Henri Huvelin invite Foucauld à s'attacher à l'imitation du Christ et la méditation de l'Évangile. L'abbé Henri Huvelin affirme que « Jésus a tellement pris la dernière place que jamais personne n'a pu la lui ravir »,. C'est là une deuxième révélation pour Charles de Foucauld, qui veut alors imiter le Christ. Après plus de dix-huit mois d'attente et d'obéissance au père Henri Huvelin, Foucauld approfondit sa vocation religieuse : il veut entrer dans un ordre qui « imite la vie cachée de l'humble et pauvre ouvrier de Nazareth », se sentant indigne d'être prêtre et de prêcher.
Le 19 août 1888, il visite la trappe cistercienne de Fontgombault et semble très attiré par la pauvreté radicale de cet ordre. En septembre 1888, il donne sa démission de l'armée après sa dernière période de réserve et apprend avec indifférence le succès de son ouvrage Reconnaissance au Maroc, unanimement loué par le monde scientifique,.
Fin 1888, sur les conseils de l'abbé Huvelin, Charles de Foucauld part pour un pèlerinage de quatre mois en Terre sainte. Il arrive le 15 décembre 1888 à Jérusalem, visite Nazareth le 10 janvier 1889, où il approfondit son désir de prendre la dernière place. Il est de retour en France le 14 février 1889 et annonce qu'il veut rentrer à la Trappe. Sur les conseils de l'abbé Huvelin, il visite au mois de mai l'abbaye de Solesmes, puis la grande Trappe de Soligny. Le 20 septembre 1889, il lit Le Livre des fondations de Thérèse d'Ávila. Les écrits de Thérèse d'Ávila constituent dès lors, avec les Évangiles, la base de ses lectures spirituelles. Il prend la décision d'entrer à la Trappe de Notre-Dame des Neiges, décision qu’il explique dans une lettre à Henry de Castries du 14 août 1901 : « Il restait donc à entrer dans l’Ordre où je trouverais la plus exacte imitation de Jésus. Je ne me sentais pas fait pour imiter Sa vie publique dans la prédication : je devais donc imiter la vie cachée de l’humble et pauvre ouvrier de Nazareth. Il me sembla que rien ne me présentait mieux cette vie que la Trappe. »

### À l'abbaye Notre-Dame-des-Neiges
Après plus de trois ans de discernement, Foucauld décide, avec l'aval de son père spirituel, d'entrer à l'abbaye Notre-Dame-des-Neiges, en Ardèche après une retraite effectuée en 1889 au centre spirituel jésuite Manrèse à Clamart et à l'issue de laquelle il confirme son choix d'entrer dans la vie religieuse : « Je suis rentré hier de Clamart, et j’y ai pris enfin la décision d’entrer à la Trappe ». Dès le 18 décembre 1889, il lègue tous ses biens à sa sœur,. Il fait ses adieux à Marie de Bondy le 15 janvier 1890, adieux très difficiles qui révèlent l'importance de son don total à Dieu. Il choisira cette date pour renouveler sa consécration à Dieu.

Notre-Dame des Neiges (Ardèche).

Il entre à Notre-Dame-des-Neiges le 16 janvier 1890,. Il prend l'habit de novice et le nom de Frère Marie-Albéric. Foucauld aime immédiatement cette vie de pauvreté, de silence, de travail et de prière. Il se montre très détaché et devient vite un exemple au sein de la communauté par son obéissance et son humilité. Il explique à Marie de Bondy ce qu'il vit : « Dans ce triste monde, nous avons au fond un bonheur que n'ont ni les saints, ni les anges, celui de souffrir avec notre Bien-Aimé, pour notre Bien-Aimé. Quelque dure que soit la vie, quelque longs que soient ces tristes jours, quelque consolante que soit la pensée de cette bonne vallée de Josaphat, ne soyons pas plus pressé que Dieu ne le veut de quitter le pied de la Croix ». Sa recherche de la pauvreté se poursuit par son départ, à sa demande, pour la trappe cistercienne de Akbès, une fondation récemment faite (1886) par Notre-Dame-des-Neiges, près d'Alexandrette en Syrie ottomane,, en plein territoire musulman. Il démissionne des membres réservistes de l'armée le 16 juillet 1891, puis de la Société de géographie,,. Il explique à sa cousine Marie de Bondy sa démarche dans une lettre : « Cette démarche me fait plaisir ; le 15 janvier j'ai quitté tout ce qui m'était un bien mais ils restaient en arrière ces misérables embarras, le grade, la petite fortune et cela me fait plaisir de les jeter par la fenêtre ».

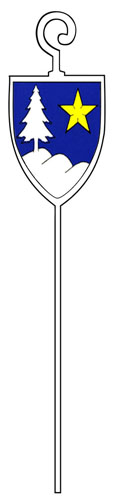
Blason de l'abbaye Notre-Dame-des-Neiges.

À Akbès, la recherche de la perfection de Foucauld lui donne très vite la réputation d'un saint,, malgré ses mortifications très importantes qui inquiètent tant son supérieur que l'abbé Henri Huvelin. Il expose ses goûts dans une quête de pauvreté et d'humilité : « Si on me parle d'études, j'exposerai que j'ai un goût très vif pour demeurer jusqu'au cou dans le blé et dans le bois et une répugnance extrême pour tout ce qui tendrait à m'éloigner de cette dernière place que je suis venu chercher dans cette abjection dans laquelle je désire m'enfoncer toujours plus à la suite de Notre-Seigneur... et puis, en fin de compte, j'obéirai ». Les supérieurs voient en lui le possible prochain supérieur de la Trappe et lui demandent de reprendre des études afin de devenir prêtre. Tout en regrettant ce choix, qui, à ses yeux, l'éloigne de la dernière place et de l'humilité qu'il recherche, Foucauld, dirigé par l'abbé Huvelin, s'exécute et commence des études de théologie.
Charles de Foucauld émet des doutes sur sa vocation trappiste. Il écrit à l'abbé Huvelin : « Vous espérez que j'ai assez de pauvreté. Non. Nous sommes pauvres pour les riches, mais pas pauvre comme je l'étais au Maroc, pas pauvre comme Saint François. Je le déplore sans me troubler. Sur cela aussi je garde le silence et l'obéissance. Peu à peu, sans me faire remarquer, je pourrai obtenir des permissions qui me feront mieux pratiquer la pauvreté »,,. Malgré les réserves qu'il exprime auprès du maître des novices, Dom Louis de Gonzague, au sujet du confort relatif du monastère, il prononce le 2 février 1892 ses vœux monastiques et reçoit la tonsure.
Les interrogations de Foucauld s'amplifient et se portent sur la possibilité de vivre plus profondément la pauvreté et l'oubli de lui-même. Ses lettres à l'abbé Huvelin montrent que ses interrogations sont de plus en plus constantes et fortes. L'abbé tente, là encore, de modérer les ardeurs de Foucauld. Le 26 août 1893, il écrit à l'abbé Huvelin son intention de créer un nouvel ordre religieux,. Il prône une pauvreté absolue et une simplicité, en priant non pas en latin, mais dans la langue locale, ce qui annonce dans une certaine mesure la réforme liturgique introduite par le concile Vatican II. L'abbé Huvelin lui répond tardivement, lui demandant d'attendre et de continuer ses études en vue du sacerdoce, malgré ses réticences. Foucauld commence, dès 1895, à rédiger une règle. Devant le refus de ses supérieurs de fonder un nouvel ordre, il propose d'imiter la pauvreté de Nazareth en devenant ermite au pied de la Trappe. Il y renonce face aux difficultés que sa démarche poserait à l'Ordre auquel il appartient. Lors de l'une de ces médiations en 1896, Foucauld écrit son texte le plus fameux, la Prière d'abandon,, résumant sa spiritualité :
« Mon Père, je me remets entre Vos mains ; mon Père je me confie à Vous, mon Père, je m'abandonne à Vous ; mon Père, faites de moi ce qu'Il Vous plaira ; quoi que Vous fassiez de moi, je Vous remercie ; merci de tout, je suis prêt à tout : j'accepte tout : je Vous remercie de tout ; pourvu que Votre volonté se fasse en moi, mon Dieu, pourvu que Votre Volonté se fasse en toutes Vos créatures, en tous Vos enfants, en tous ceux que Votre Cœur aime, je ne désire rien d'autre mon Dieu ; je remets mon âme entre Vos mains ; je Vous la donne, mon Dieu, avec tout l'amour de mon cœur, parce que je Vous aime, et que ce m'est un besoin d'amour de me donner, de me remettre en Vos mains sans mesure : je me remets entre Vos mains, avec une infinie confiance, car Vous êtes mon Père. »
Le 20 novembre 1895, l'abbaye d'Akbès est protégée par des soldats pendant que commence le génocide des Arméniens chrétiens. Charles de Foucauld qui veut être au plus proche des plus pauvres découvre enfin l'intérêt de la prêtrise face aux massacres de mars 1896 celui d'être au plus près de ceux qui souffrent et des plus pauvres : « Point d'abri, ni d'asile, par ce froid terrible, point de pain, aucune ressource, des ennemis de toutes parts, personne pour les aider ».
Charles de Foucauld refuse de faire ses vœux solennels, qui seraient définitifs. Avec l'accord de l'abbé Huvelin, qui ne doute plus de sa vocation particulière, il demande à être relevé de ses vœux temporaires. L'abbé Huvelin le mettra cependant vivement en garde contre son penchant pour la mortification : « Pour la mortification, vous ne la trouverez jamais suffisante. Dans votre âme, vous vous direz toujours : qu'est-ce que c'est que cela ?... et puis après ?... Vous avez besoin d'être défendu contre ce mouvement à l'infini qui amène l'inquiétude, et ne laisse jamais fixé quelque part – ce mouvement n'est possible que dans les cœurs où il n'y a jamais d'excès ». Ses supérieurs religieux lui opposent un refus et lui enjoignent de gagner l'Abbaye de Staouëli en Algérie. Le 10 septembre 1896, il part pour l'Algérie. Face à la détermination de Foucauld, ils décident de l'envoyer à Rome, afin qu'il étudie en vue du sacerdoce. Foucauld obéit, et arrive à Rome le 27 octobre 1896. Il affirme que l'obéissance est pour lui source de paix : « Cette habitude de demander ce que l'on doit faire, même pour les petites choses, a mille bons effets : elle donne la paix ; elle habitue à se vaincre ; elle fait regarder comme rien les choses de la terre ; elle fait faire une foule d'actes d'amour. »,. L'abbé général des trappistes est bientôt convaincu de la vocation personnelle de Charles de Foucauld et décide de le dispenser de ses vœux le 23 janvier 1897.

### Vie à Nazareth

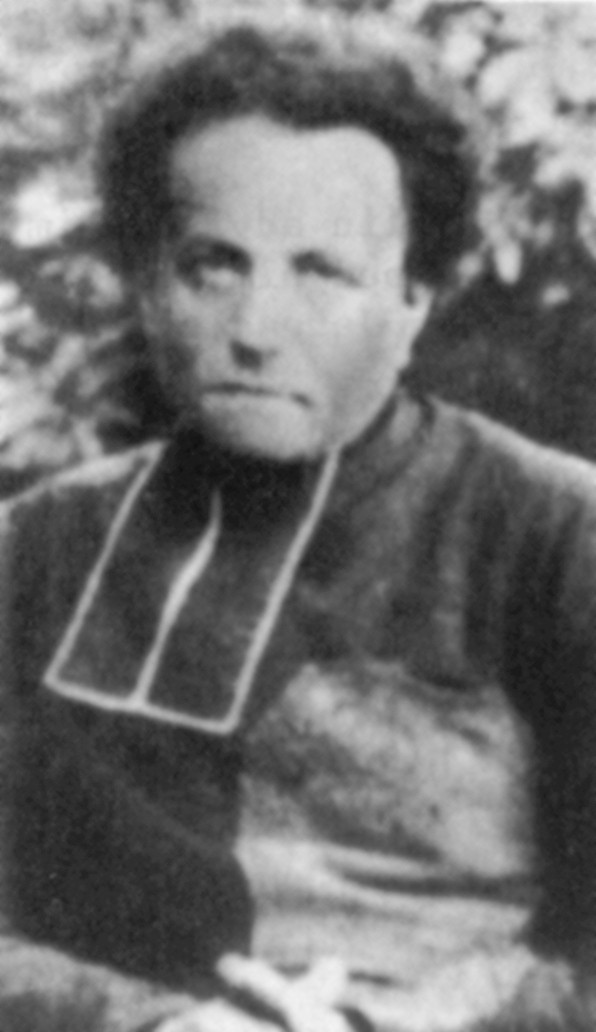
Abbé Henri Huvelin.

Charles de Foucauld quitte Rome le 26 février, après avoir reçu l'approbation de l'abbé Huvelin, auquel il obéit comme si celui-ci était son supérieur. Il part alors pour la Terre sainte où il arrive le 24 février 1897.
Il commence un pèlerinage habillé comme un paysan palestinien. Il arrive à Nazareth le 10 mars 1897, et se présente au monastère des Clarisses, où il demande à être jardinier, avec pour seul salaire un morceau de pain et l'hébergement dans une cabane,. Il répare les murs de la clôture, fait des commissions pour les religieuses, dessine des images pieuses, tout en s'octroyant de nombreux temps de prière. Les clarisses s'inquiètent de son régime alimentaire et lui donnent des figues et des amandes qu'il redistribue secrètement aux enfants. Charles de Foucauld confesse à son père spirituel ses défauts : « Prières mal faites... Paresse à me lever... Gloutonnerie. Désirs d'élévation, comme être supérieur à la Trappe », mais celui-ci cherche à tempérer ses scrupules et sa recherche immodérée de la mortification.
Il commence à rédiger ses méditations, pour « fixer les pensées », écrivant plus de 3 000 pages en trois ans. Ce sera sa plus grande période mystique et le fondement de sa spiritualité,, faite de grands moments de joies intérieures. Il conçoit sa vocation comme celle de « crier l'Évangile sur les toits, non par ta parole, mais par ta vie ». Ses méditations le conduisent progressivement à ne plus vivre uniquement en présence de Dieu, et « jouir tout seul » du Christ, mais à imiter Jésus pour aller vers les autres. « L'âme voit qu'elle jouit, qu'elle jubile, qu'elle reçoit beaucoup. Mais elle ne rend rien, elle reste inutile. Et plus je jouissais, plus je désirais travailler »,.
Menant cette vie d'ascèse, Foucauld acquiert une réputation de sainteté auprès des Clarisses de Nazareth, et la supérieure des Clarisses de Jérusalem veut alors le rencontrer. Elle l'encourage au sacerdoce et à la fondation d'un ordre religieux. Il passe une semaine de retraite spirituelle à Aphram-Taybeh en mars 1898. Il choisit de se faire appeler « Charles de Jésus », et en mai 1900 prend pour devise : « Jesus Caritas ». Malgré certains doutes et tâtonnements sur sa vocation de fondateur, Foucauld croit trouver la solution en achetant le Mont des Béatitudes afin de s'y installer comme prêtre ermite. Après avoir demandé de l'argent à sa sœur, il paie le terrain, mais il est en fait victime d'une escroquerie. Encouragé par son père spirituel et la supérieure des Clarisses de Jérusalem, Foucauld demande à être ordonné auprès du patriarche de Jérusalem. Celui-ci lui dit d'attendre. Le projet n'aboutissant pas, il se décide à se préparer au sacerdoce en France.
À la fin du mois d'août 1900, Foucauld s'embarque pour Marseille. Il revoit, pour la première fois depuis dix ans, l'abbé Huvelin. Il gagne le lendemain la trappe de Notre-Dame-des-Neiges, et part pour Rome afin d'obtenir l'autorisation de devenir prêtre. Après avoir reçu les ordres mineurs, le 7 octobre 1900, il est enfin ordonné prêtre au Grand Séminaire de Viviers, le 9 juin de l'année suivante. Il se décide alors à partir pour le désert du Sahara.

### Ermite au Sahara

#### Prêtre ermite à Béni-Abbès

Charles de Foucauld avec son neveu et filleul Charles de Blic, au château de Barbirey, 1900.

Charles de Foucauld part pour Béni-Abbès, dans le désert d'Algérie, à la frontière avec le Maroc, désireux de s’implanter non pas « là où la terre est la plus sainte, mais là où les âmes sont dans le plus grand besoin. » Il débarque à Alger en septembre 1901, où il s'installe chez les Pères Blancs ; il rencontre Charles Guérin (de), préfet postolique de Ghardaïa. Puis il part en direction de Béni-Abbès, où il est reçu par des militaires qui l'accueillent avec joie, d'autant plus qu'ils voient en Charles de Foucauld l'un de leurs frères du fait de son passé militaire,.
Au mois d'octobre 1901, le « Père de Foucauld » s'installe à Béni-Abbés, une oasis située sur la rive gauche de la Saoura, au sud de l'Oranie, dans le Sahara occidental,. Il édifie avec l'aide des soldats présents une « Khaoua » (fraternité), composée d'une chambre d'hôte, d'une chapelle, et de trois hectares de potager, achetés grâce à l'aide de Marie de Bondy. La chapelle est terminée le 1er décembre 1901. Sa vie s'organise autour d'une règle stricte : cinq heures de sommeil, six heures de travail manuel entrecoupé de longs temps de prières. Il est cependant très vite débordé par les longs moments qu'il prend pour écouter les pauvres et les militaires qui viennent le voir,. Il décrit à Gabriel Tourdes son état d'âme : « Vivant du travail de mes mains, inconnu de tous et pauvre et jouissant profondément de l'obscurité, du silence, de la pauvreté, de l'imitation de Jésus. L'imitation est inséparable de l'amour. Quiconque aime veut imiter, c'est le secret de ma vie. Prêtre depuis le mois de juin dernier, je me suis senti appelé aussitôt à aller aux brebis perdues, aux âmes les plus abandonnées, afin d'accomplir envers elles le devoir de l'amour. Je suis heureux, très heureux, bien que je ne cherche en rien le bonheur ».

Région où se situe Béni-Abbès.

Le 9 janvier 1902, il rachète la liberté d'un premier esclave, qu'il appelle « Joseph du Sacré-Cœur ». Une partie de l'année 1902 est consacrée à un échange de correspondance avec Charles Guérin, préfet apostolique du Sahara, au sujet de sa lutte contre l'esclavage dans le Hoggar. L'année suivante, il songe à accomplir des voyages au Maroc et à y installer une fraternité. Il voudrait être rejoint par des compagnons auxquels il demanderait trois choses : « être prêts à avoir la tête coupée — être prêts à mourir de faim — à lui obéir malgré son indignité ».
Le 27 mai 1903, Charles de Foucauld reçoit la visite de Charles Guérin. Foucauld cherche un compagnon en vue de l'évangélisation et demande à aller vers le sud afin de préparer celle-ci. Le commandant François-Henry Laperrine s'intéresse à la présence de Charles de Foucauld et cherche à le faire venir dans sa tournée d'approvisionnement vers le sud,. Foucauld s'y montre d'autant plus favorable que Laperrine semble vouloir utiliser des méthodes beaucoup moins violentes que ses prédécesseurs. Le 18 juin 1903 Foucauld demande à Charles Guérin l'autorisation d'accompagner Laperrine, mais la rébellion des tribus contre la présence coloniale rend impossible cette démarche. Apprenant l'ouverture de ce conflit, Foucauld part toutefois le 2 septembre 1903 dans le sud afin de secourir les blessés des combats de Taghit et d'El-Moungar. Il revient et rédige une petite introduction au catéchisme qu'il intitule L'Évangile présenté aux pauvres nègres du Sahara. Quelque temps plus tard, François-Henry Laperrine lui demande de venir avec lui lors de la prochaine tournée d'approvisionnement dans le Sud. L'abbé Henri Huvelin lui écrit d'« aller où vous pousse l'Esprit ».

#### Tournée dans le Sahara
Foucauld part en tournée d'« apprivoisement » le 13 janvier 1904, en direction du sud, vers le Hoggar,. Le 1er février 1904 lui et ses compagnons arrivent à l'oasis Adrar où ils rejoignent le commandant Laperrine. La tournée se poursuit vers Akabli. Foucauld note alors tous les lieux possibles d'installation. Il collecte des informations sur la langue touarègue auprès des populations du sud du Sahara central et y commence la traduction des Évangiles afin de pouvoir la transmettre aux Touaregs.
Il découvre l'attitude de certains militaires coloniaux, qui le déçoit,,. Arrivée non loin de la frontière algérienne en cours de stabilisation, la tournée doit faire demi-tour et rejoindre Tit. Foucauld souhaite s'y installer mais le commandant Laperrine refuse. La tournée s'achève à In Salah en septembre. Foucauld rejoint Charles Guérin le 22 septembre 1904 et il rentre à Béni-Abbès le 24 janvier 1905.
Intrigué par Charles de Foucauld, le général Hubert Lyautey, nommé en Algérie, décide de le visiter à Béni-Abbès le 28 janvier 1905. De cette rencontre naît une amitié réciproque et une certaine admiration de Lyautey pour Foucauld. Ce dernier rédige au cours de cette période les Méditations sur les Saints Évangiles. Au mois d'avril 1905, le commandant Laperrine prie Charles de Foucauld de repartir avec lui dans une tournée dans le Hoggar. Après avoir demandé conseil à Charles Guérin et l'abbé Huvelin, il participe à nouveau aux tournées d'approvisionnement,. Il part le 8 juin 1905, continue sa vie de prière tout en apprenant la langue tamahaq. Le 25 juin 1905, ils rencontrent l'amenokal (chef de tribu) Moussa Ag Amastan qui décide de faire alliance avec l'autorité française. Charles de Foucauld et Moussa Ag Amastan se découvrent et semblent s'apprécier mutuellement. De leur rencontre naît une amitié profonde. Le Touareg autorise Charles de Foucauld à s'installer dans le Hoggar, ce que fait ce dernier en se dirigeant vers Tamanrasset.

#### Tamanrasset
Foucauld arrive à Tamanrasset le 13 août 1905, accompagné de Paul, un ancien esclave. Il se construit une maison en pierre et terre séchée,. Foucauld a désormais pour objectif de mieux connaître la culture touarègue, et fait de la rédaction d'un dictionnaire touareg-français une priorité de son apostolat,,. Il aide les populations qu'il rencontre et continue à distribuer médicaments et aliments afin d'être en confiance avec eux et « leur prouver que les chrétiens les aiment ».
Le 25 août 1905, Moussa Ag Amastan obtient officiellement des autorités françaises l'investiture d'amenokal du Hoggar. Il visite à plusieurs reprises Charles de Foucauld et lui demande conseil sur l'attitude à adopter face aux autorités françaises. Foucauld lui conseille de rechercher le bien de son peuple, ainsi que de développer l'instruction et le droit des femmes,. Paul, qui l'accompagnait, décide de quitter Tamanrasset en mai 1906. Resté seul, Foucauld ne peut donc plus dire la messe, une personne au moins étant requise dans l'assistance, à l'époque, pour pouvoir célébrer,.
Les études de Foucauld lui permettent de découvrir la complexité insoupçonnée de la langue et de la culture touarègues. Il écrit à Marie de Bondy : « Ici ma vie est surtout employée à l’étude de la langue touarègue. C’est beaucoup plus long que je ne croyais, car la langue est très différente de ce qu’on croyait ; on la croyait très pauvre et très simple ; elle est au contraire riche et moins simple qu'on ne pensait ». Il fait venir durant l'été 1906 son ami Motylinski afin qu'il l'aide à terminer son dictionnaire touareg-français. Après le départ de Motylinski, Foucauld décide, en septembre 1906, de repartir pour Béni-Abbès. Il envisage de répartir son temps entre les deux régions : trois mois à Béni-Abbès, six mois à Tamanrasset, trois mois à voyager d'un site à l'autre ; mais il finira par abandonner définitivement Béni-Abbès.
Son retour à Tamanrasset révèle le fort attachement des Touaregs à « Frère Charles de Jésus », où Foucauld est accueilli avec joie,. Il reçoit souvent des officiers français, dont le capitaine Edouard Charlet, avec lesquels il a des échanges très fructueux. Foucauld perçoit cependant, dans l'attention qu'ils lui témoignent, un obstacle à sa recherche de la dernière place.
Le 29 novembre 1905 il rejoint Charles Guérin à la Maison Carrée des Pères blancs et lui demande d'envoyer des religieuses. Ce dernier le lui refuse, arguant d'un climat difficile en France, lié à la Loi de séparation des Églises et de l'État, la division des Français au sujet de l'Affaire Dreyfus et les tensions entre l'Allemagne et la France au sujet du Maroc,. Cependant, Charles Guérin agrée en partie les demandes de Charles de Foucauld, en l'autorisant à vivre, pour la première fois, sa règle de vie religieuse, en compagnie de frère Michel. Il a l'autorisation exceptionnelle de pouvoir exposer le Saint-Sacrement pour l'adoration eucharistique lorsqu'il y aura deux adorateurs pendant au moins trois heures.
Ils repartent pour Béni-Abbès le 10 décembre et voient le général Lyautey,. Le frère Michel et Charles de Foucauld partent ensuite en direction de In Salah, mais très vite la santé de frère Michel se dégrade, celui-ci ne supportant pas l'austérité et les pénitences. Ils interrompent alors leur voyage durant un mois et Foucauld étudie le touareg avec Ben-Messis, un lettré arabe. Ils travaillent sans relâche. Le 14 mars 1907, il apprend la mort de son ami Motylinski,.
Face à l'impossibilité pour frère Michel de s'adapter à la dure règle de vie de Foucauld, ce dernier le renvoie,,. Le frère Michel repart vers Alger avec une compagnie militaire. Foucauld finit son travail sur le dictionnaire touareg-français qu'il donne à Laperrine afin de le publier. Par humilité, il impose que la publication ne se fasse pas sous son nom, mais au nom du défunt Motylinski,,.
| Tlemcen, Oran                | Alger,Ghardaïa, Laghouat |         |
| Beni Abbes Aïn Sefra, Béchar | El Goléa                 | Ouargla |
| Timimoun, Adrar              | In Salah, Tamanrasset    |         |

De juillet 1907 à Noël 1908, Charles de Foucauld reprend sa vie érémitique à Tamanrasset, recueillant des poésies touarègues contre quelques sous, et travaillant plusieurs heures par jour. Cependant, il reste profondément seul. Il ne reçoit aucun courrier pendant plus de six mois. Il n'a pas non plus la possibilité de célébrer la messe, de garder l'Eucharistie, et donc d'adorer,. Il n'a encore fait aucune conversion. Ces difficultés se font d'autant plus grandes que la famine touche le Hoggar. Foucauld doute alors de son efficacité, mais veut rester avec les plus pauvres. Il donne sa nourriture aux victimes de la famine et passe Noël sans célébrer la messe. Le 7 janvier 1908, épuisé et amaigri, Foucauld ne peut plus bouger et croit mourir,. Lui qui distribuait des vivres est alors sauvé par les Touaregs qui lui donnent, en pleine famine, du lait de brebis,. Cet épisode marque une deuxième « conversion » de Charles de Foucauld, qui vit alors un appel à un plus grand abandon spirituel.

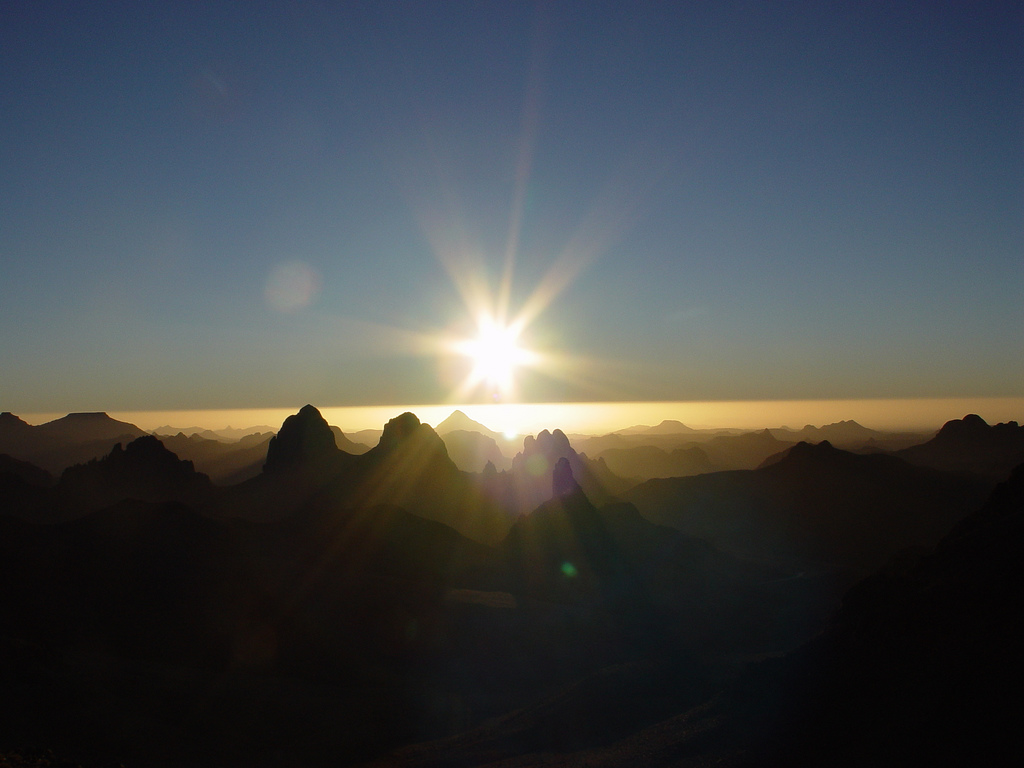
Lever de soleil sur l'Assekrem.

Apprenant que Foucauld est malade, Laperrine lui fait parvenir des vivres. Le 31 janvier 1908, Charles Guérin lui envoie de Rome une lettre venant du pape Pie X qui l'autorise exceptionnellement à célébrer la messe sans servant,. Cette autorisation le met dans une grande joie. Ces récents évènements, dont le fait d'avoir été sauvé par les Touaregs, changent profondément la manière de voir de Charles de Foucauld. Il ne cherche plus à convertir, mais à aimer ; il écrit à Charles Guérin : « Je suis ici non pour convertir d'un seul coup les Touaregs, mais pour essayer de les comprendre et les améliorer. Je suis certain que le bon Dieu accueillera au ciel ceux qui furent bons et honnêtes sans qu'ils soient catholiques romains ». Il reprend et continue son travail sur la culture et la langue touarègues. Il travaille jusqu'à onze heures par jour à des travaux linguistiques qui l'absorberont jusqu'à sa mort : rédaction d'un lexique, transcription, traduction et commentaire de poésies touarègues.
L'armée construit un nouveau fort à quelques kilomètres de Tamanrasset, Fort Motylinski. Foucauld veut fonder une association de laïcs, et demande l'approbation de l'abbé Huvelin et de Charles Guérin pour aller en France afin de développer cette association. Le 28 octobre 1908, Foucauld reçoit les encouragements de l'abbé Huvelin et décide donc de partir. Le 16 février 1909 il embarque d'Alger pour la France.

#### Début de la fraternité
Charles de Foucauld arrive à Paris le 18 février 1909. Il y retrouve l'abbé Huvelin et lui présente les statuts de son Union de laïcs. Il y rencontre également Louis Massignon, converti récemment, avec qui il prie à la basilique du Sacré-Cœur de Montmartre le 21 février 1909. Foucauld voit en Massignon son héritier et lui propose de le rejoindre dans le désert, mais celui-ci refuse. Le 25 février 1909, Foucauld fait la connaissance du gendre de Marie de Bondy, Georges-Palamède, Marquis de Forbin des Issarts, se rend à la trappe Notre-Dame-des-Neiges afin de promouvoir son association de laïcs, puis rencontre Joseph-Michel-Frédéric Bonnet. Il passe quelques jours avec sa sœur Marie et repart pour l'Algérie le 7 mars.
Foucauld arrive à In Salah et invente un chapelet, le « Chapelet de l'amour », pour chrétiens et musulmans,. Joseph Bonnet et Léon Livinhac, Supérieur général des Pères blancs, approuvent les statuts de l'« Union des Frères et Sœurs du Sacré-Cœur », « pieuse union », tout en attendant l'autorisation de Rome.
Le 11 juin, Foucauld retourne à Tamanrasset. Il poursuit ses travaux auprès des Touaregs et son lexique. Il entreprend d'organiser la confrérie apostolique des « Frères et Sœurs du Sacré-Cœur de Jésus ». Il fait une tournée d'approvisionnement avec le commandant Laperrine en septembre et découvre l'Assekrem,. Il revient ensuite à Tamanrasset et y reprend sa vie habituelle.

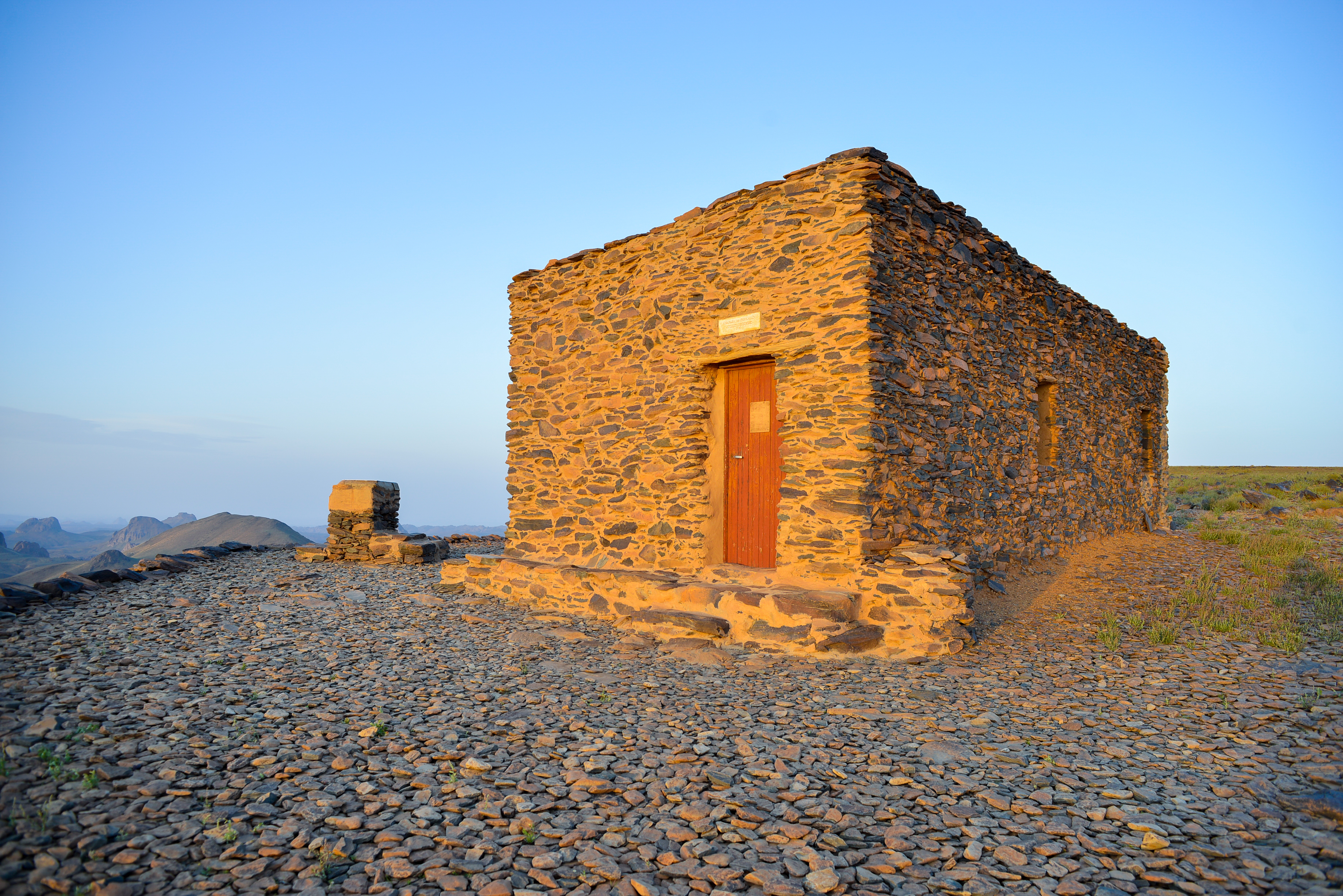
Reconstitution - entreprise en 1954, achevée en 1956 - de l'Ermitage de Charles Foucauld sur le plateau de l'Assekrem.

En avril 1910, Foucauld part de nouveau pour une tournée avec Laperrine. Il décide de construire, avec l'aide de soldats, un ermitage au sommet de l'Assekrem,, ce qui lui permettrait de vivre à l'écart des visites et à l'abri de la chaleur de l'été saharien. Le 31 octobre 1910, il retourne à Tamanrasset où il se trouve surchargé : la pluie étant revenue, de nombreux nomades sont revenus près de Tamanrasset et sollicitent son aide.
Entre-temps, à l'été 1910, Moussa ag Amastan fait une visite officielle en France : c'est la « Mission Touareg ». Foucauld le recommande auprès de sa famille, et Amastan la visite. Il lui écrit, voyant la richesse de la famille Foucauld, son incompréhension : « Toi tu vis comme un pauvre ».

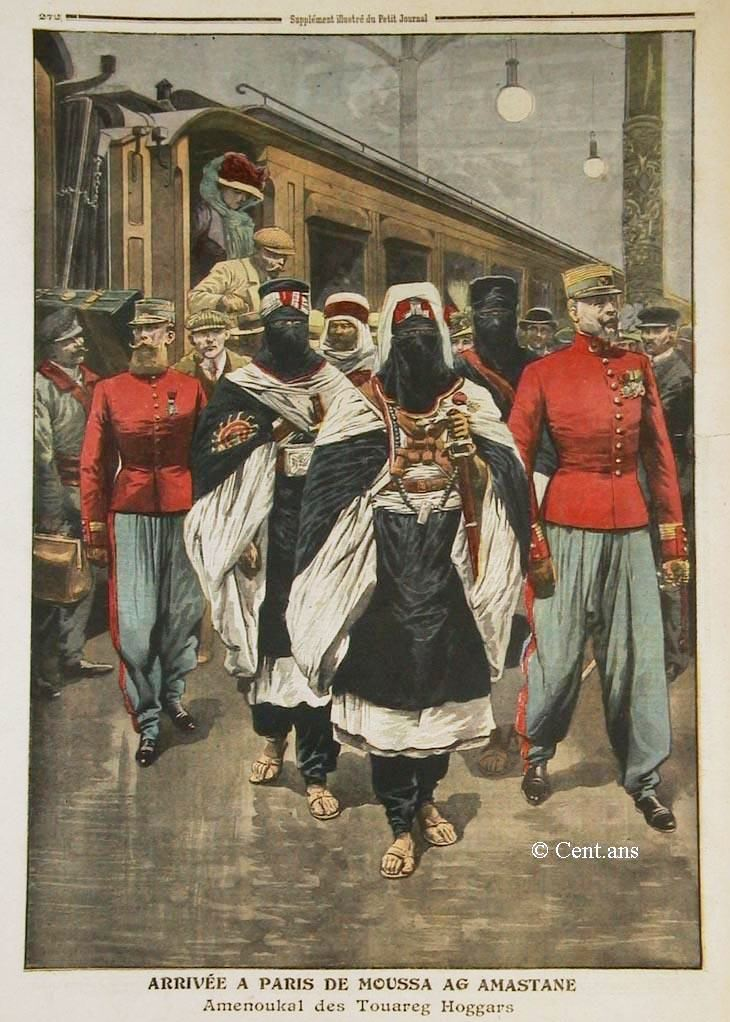
L'arrivée de Moussa ag Amastan à Paris en 1910 dans une revue Le Petit Journal.

Les mois qui suivent sont marqués par de nombreuses séparations. Foucauld apprend la mort de Charles Guérin à l'âge de trente-sept ans le 19 mars 1910. Quelques jours plus tard, son ami de promotion, le commandant La Croix, meurt à Alger. Il apprend le 15 août la mort de son père spirituel, l'abbé Henri Huvelin, décédé le 10 juillet. En outre, le commandant Laperrine est muté et doit quitter le Sahara à la fin de l'année.
Foucauld veut cependant développer sa confrérie. Il repart pour la France le 2 janvier 1911 et en revient le 3 mai,. Il consacre les deux mois suivants à ses travaux sur le lexique, mais aussi à la construction de maisons en dur pour le village, entre autres pour Moussa Ag Amastan, tout en aidant au développement de l'hygiène, dont il apprend les rudiments aux Touaregs.
En juillet 1911, Foucauld part pour son ermitage dans l'Assekrem qu'il agrandit. Devant sa santé qui se détériore, il écrit son testament, : « Je désire être enterré au lieu même où je mourrai et y reposer jusqu'à la résurrection. J'interdis qu'on transporte mon corps, qu'on l'enlève du lieu où le bon Dieu m'aura fait achever mon pèlerinage. »
De retour à Tamanrasset pour Noël 1911, Foucauld se passionne pour les missions d'étude du Transsaharien, aidant à la reconnaissance des possibles passages du train. Il participe à la mission d'étude, trouvant des guides touaregs pour l'exploration de pistes possibles, utilisant ses baromètres pour les relevés altimétriques demandés par les scientifiques.
La fin de l'année 1912 et le début de l'année 1913 sont marqués par le développement d'une instabilité politique dans le Sahara avec des menaces de rezzous venant du Maroc. Foucauld achève la rédaction de son lexique touareg et commence sa relecture. Il songe à aller de nouveau en France pour développer son Union de laïcs, car il veut faire redécouvrir aux laïcs leur vocation apostolique par la bonté, la tendresse et la charité. Du 22 avril au mois de septembre 1913, il entreprend ce voyage. Il visite sa famille et ses amis, dont François-Henry Laperrine. Il apprend que le général Hubert Lyautey est critiqué pour sa gestion trop « pacifique » du Maroc : Charles de Foucauld l'encourage alors à ne pas démissionner, et le défend auprès des personnes qu'il rencontre. Il accepte les dîners mondains afin de réaliser cette tâche,. Il participe à une conférence à la Sorbonne sur le projet du Transsaharien. Il rencontre l'abbé Antoine Crozier qui a rassemblé les 26 premiers membres de l'Union des Frères et Sœurs du Sacré-Cœur de Jésus et l'appuie dans ce projet. Sa rencontre avec le cardinal Léon Adolphe Amette est moins fructueuse : celui-ci le reconduit froidement après l'avoir reçu,. Foucauld rentre en Algérie le 28 septembre et arrive à Tamanrasset le 22 novembre, où il reprend son travail habituel.

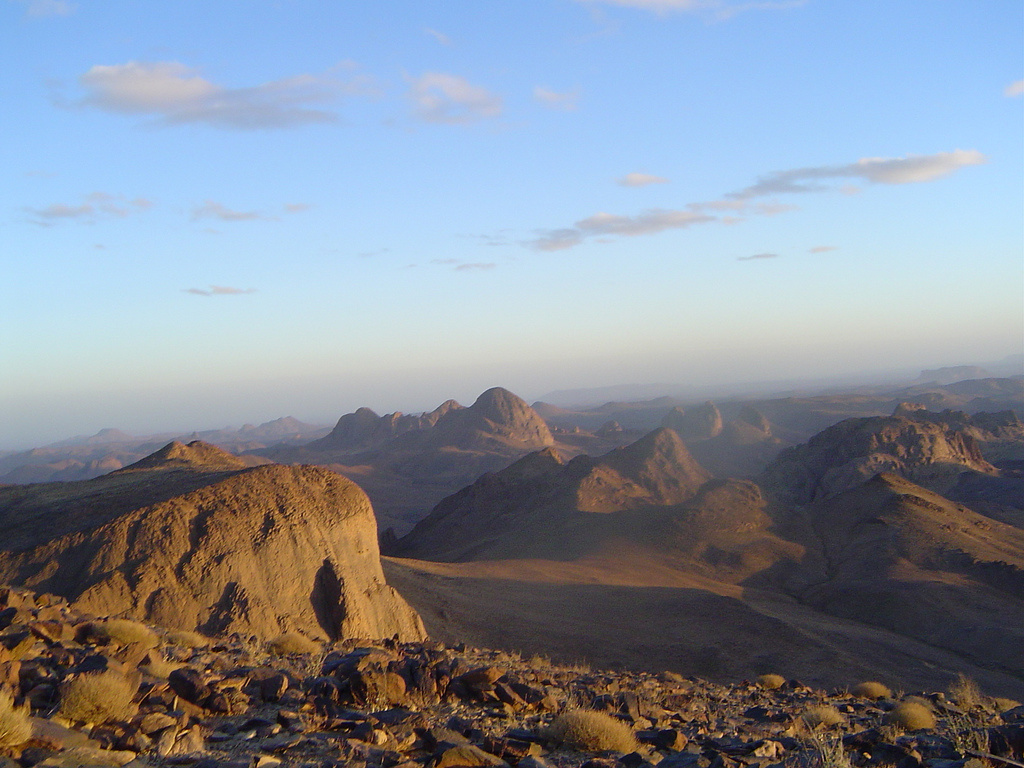
Assekrem.
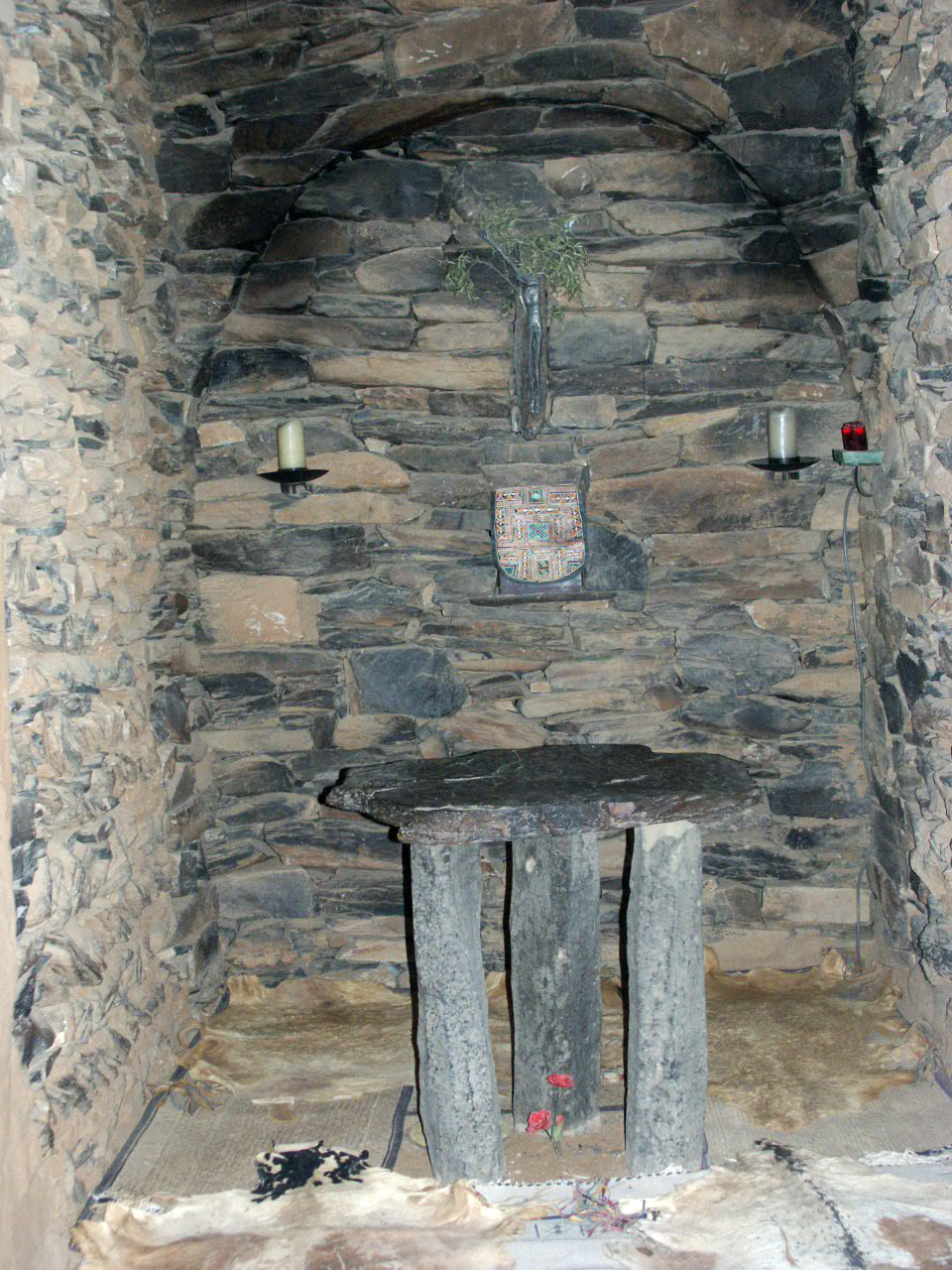
Intérieur de l'ermitage de Charles de Foucauld reconstruit.
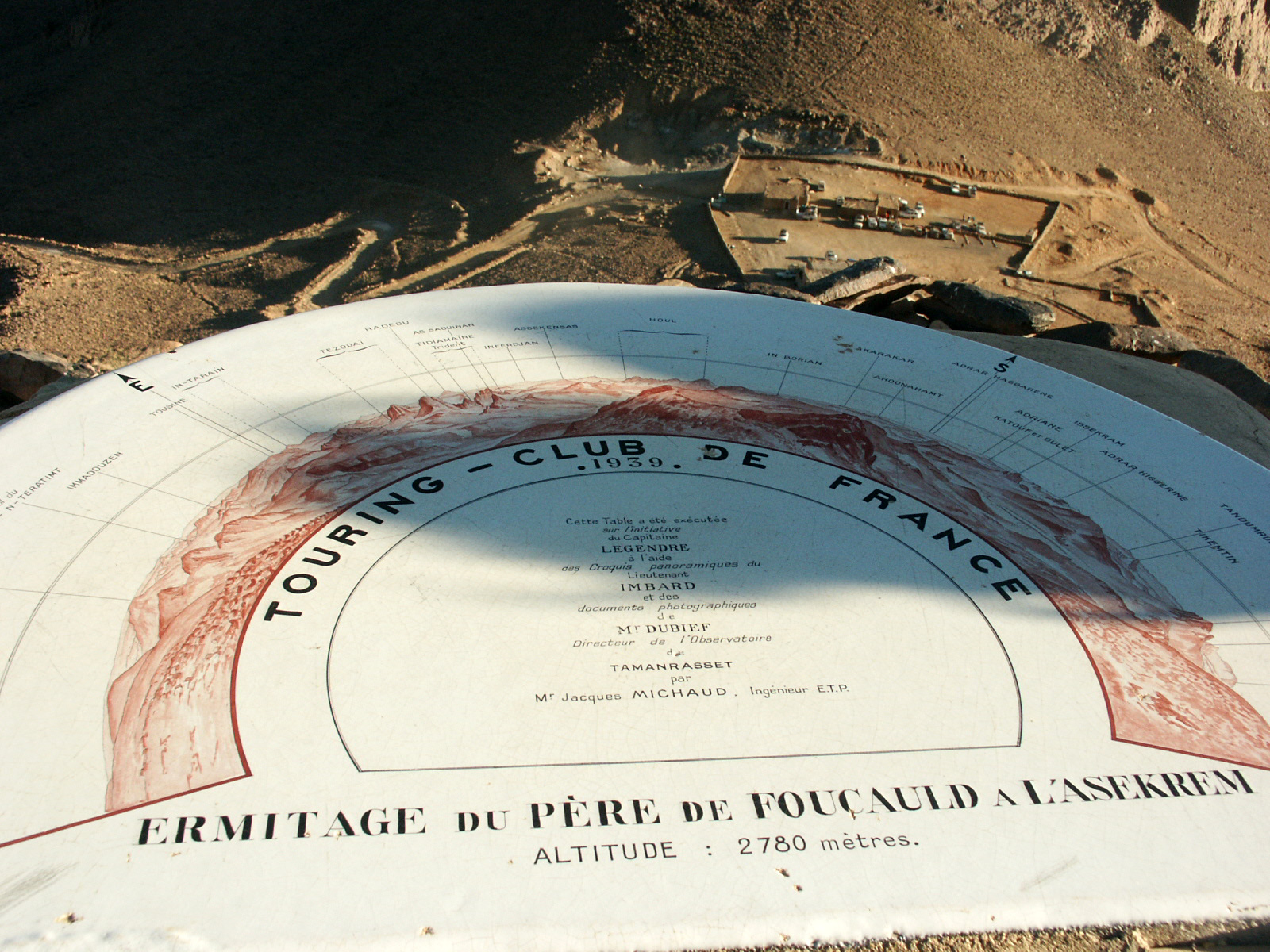
Panorama depuis l'Ermitage de Charles de Foucauld à l'Assekrem.
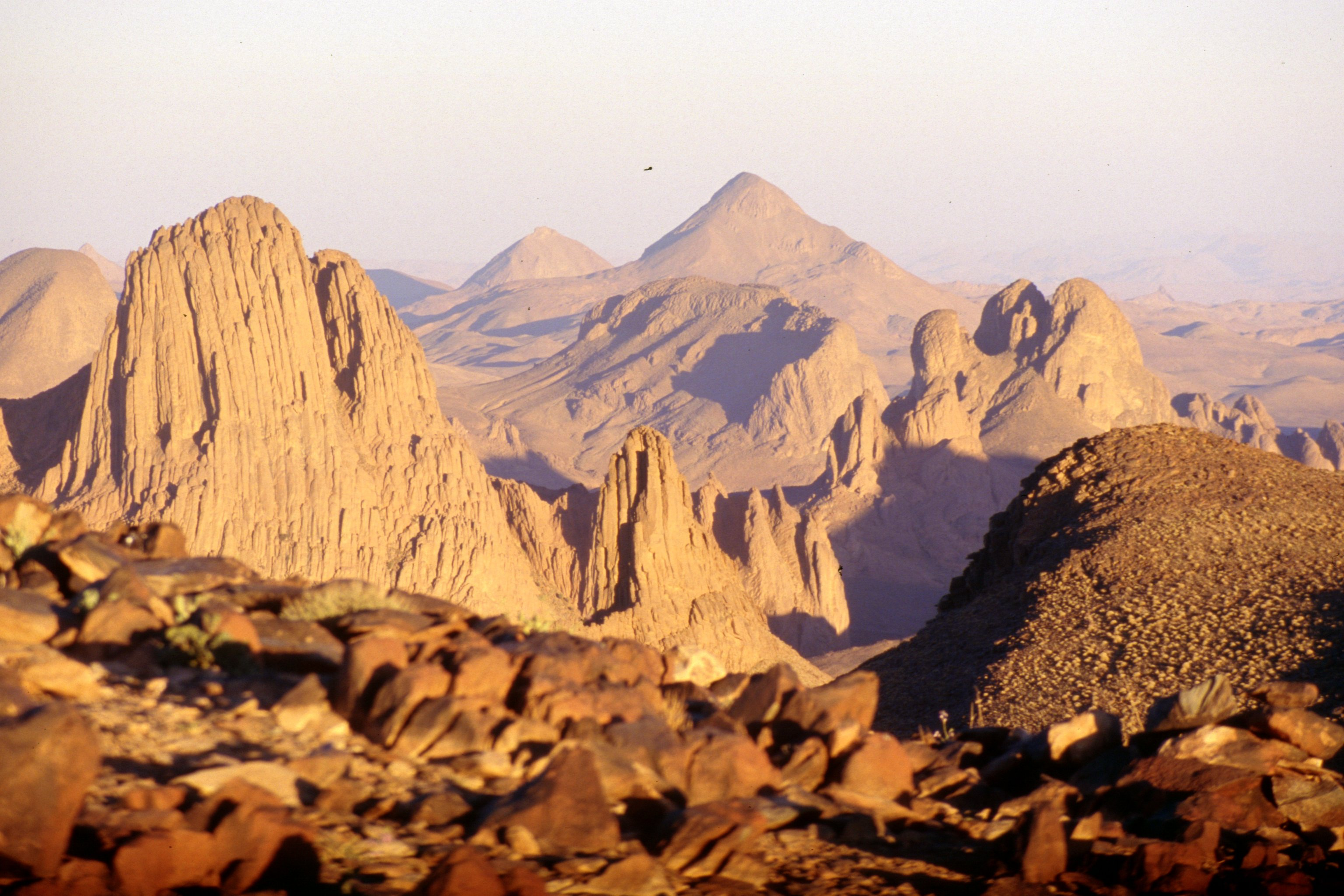
Assekrem.

#### Guerre et mort

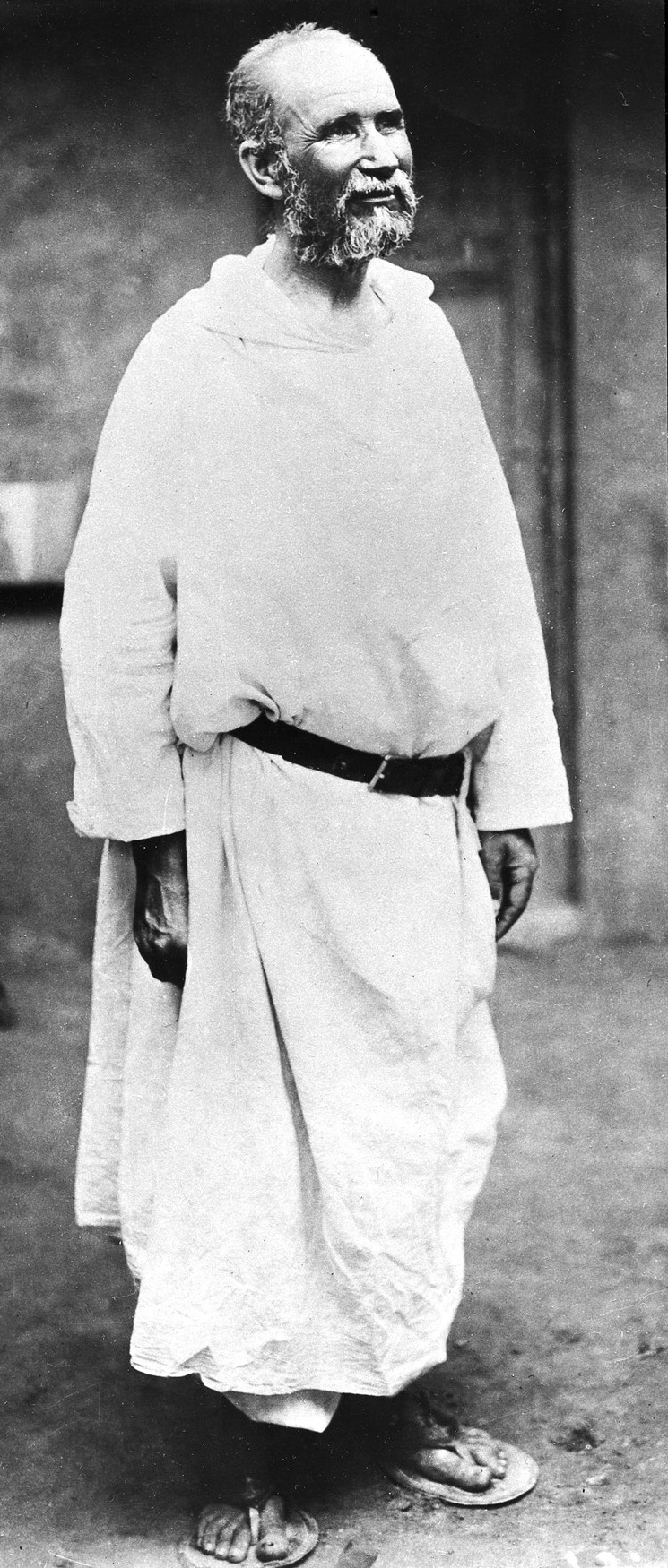
Dernière photographie de Charles de Foucauld vivant (c. 1915).

Le 3 septembre 1914, il apprend la déclaration de guerre en Europe,. Du fait de sa santé de plus en plus précaire, Foucauld hésite à partir sur le front afin de devenir aumônier militaire. Finalement il écrit à sa cousine Marie, après de multiples débats de conscience : « Vous sentez qu'il m'en coûte d'être si loin de nos soldats et de la frontière : mais mon devoir est, avec évidence, de rester ici pour aider à y tenir la population dans le calme ». Il tâche alors de minimiser auprès des Touaregs l'importance des combats qui ont lieu en France. À la fin de l'année 1914, il tombe malade.
Le développement de son Union des Frères et Sœurs du Sacré-Cœur de Jésus est arrêté par la guerre, mais Charles de Foucauld continue d'approfondir son règlement, développant le cœur de sa théologie. Il s'intéresse aux travaux qui visent à l'installation de la transmission sans fil, ainsi qu'à l'apparition de pistes automobiles. Il aide l'armée à tracer des pistes dans le Hoggar, espérant apercevoir bientôt les premiers véhicules.
Foucauld sécurise son ermitage de Tamanrasset en construisant, entre l'été 1915 et l'été 1916, un fortin en briques pour donner à la population un refuge en cas d'attaque,. Il contient des vivres, un puits, et des armes.
Le 24 mars 1916, Djanet tombe à la suite de rezzous opérant à partir du Maroc espagnol et se multipliant.

Charles de Foucauld refuse de s'installer avec l'armée à Fort Motylinski, préférant demeurer auprès des Touaregs. En juin 1916, ses voisins touaregs lui conseillent pourtant de se réfugier dans le fort. Le danger ne vient en fin de compte pas du Maroc. Une grande partie de la population du Sahara et du Sahel se soulève contre l'occupant français, à l'instigation de la Sanusiyya (confrérie senousiste) venant de Tripoli. Le 28 novembre, Foucauld a fini la relecture du lexique touareg-français. Il écrit à sa cousine Marie de Bondy, dans ce qui sera sa dernière lettre : 
« On trouve qu'on n'aime jamais assez, mais le bon Dieu qui sait de quelle boue il nous a pétris et qui nous aime bien plus qu'une mère ne peut aimer son enfant, nous a dit, Lui qui ne ment pas, qu'il ne repousserait pas celui qui vient à Lui ».
Des pillards venus de Tripoli entendent parler de Charles de Foucauld, et veulent alors l'enlever. Les motifs du rapt sont sans doute financiers, les pillards espérant obtenir une rançon contre sa libération. Le 1er décembre, un Touareg connu de Charles de Foucauld trahit sa confiance et permet aux Senoussistes d'investir le fortin. L'arrivée de deux tirailleurs algériens les surprend et, dans la panique, l’adolescent auquel on avait confié la garde de Charles de Foucauld l'abat d'une balle dans la tempe,.
Si pour Jean-Jacques Antier, Foucauld est ligoté par les assaillants qui l'humilient, lui crachent dessus et pillent le fortin, pour Jean-François Six, les circonstances de la mort de Charles de Foucauld ne font pas de lui un martyr (voir ci-dessous la section l'image du martyr de cet article). L’universitaire algérien musulman Ali Mérad met hors de cause la Sanousiyya dans la mort de Charles de Foucauld.

La tombe de Charles de Foucauld à El Menia (Algérie).

Le soir même, les Touaregs l'enterrent à même le sol, avec les musulmans, à quelques mètres de la porte où il est mort. Dès qu'il apprend sa mort, le général Laperrine organise une expédition commandée par le capitaine de La Roche qui arrive à Tamanrasset le 21 décembre. Le capitaine note dans son rapport : « Toute la bibliothèque et tous les papiers avaient été éparpillés dans la pièce qui servait de chapelle et de chambre ».
Le général Laperrine arrive sur les lieux un an plus tard, le 15 décembre 1917, retrouve la dépouille jetée dans le fossé et l'inhume à quelques mètres de là. Le corps est encore déplacé pour être mis dans un tombeau, le 26 avril 1929, à El Goléa, appelé aujourd'hui El Méniaa. Ces déplacements sont contraires à la volonté que Foucauld avait manifestée dans son testament,.
Après la mort de Charles de Foucauld, ses amis touaregs comme Ouksem entrent en dissidence contre l'armée française : en décembre 1916 ou en 1917, la tribu des Dag-Ghali se rallie à l'insurrection senoussiste, à laquelle les autorités coloniales répondent par une « cruelle répression », les militaires français se livrant à des expéditions punitives : ils « chassaient les troupeaux et les gens, razziaient et faisaient des prisonniers ».

## Spiritualité
À l’imitation de Jésus, « le Modèle unique », Charles de Foucauld a développé une spiritualité de la qualité d’être, en donnant jour après jour des preuves d’amour à chacun des autres, sans exception, reconnus comme frères, à égalité de dignité, avec un cœur qui aime et irradie. 
« On fait du bien, non dans la mesure de ce qu’on dit et ce qu’on fait, mais dans la mesure de ce qu’on est. »

### Lectures et sources d'inspiration
Charles de Foucauld aime lire les livres de son époque aussi bien que ceux des grands mystiques du passé. Il lit et médite la Bible en arabe, éditée par les Pères de Beyrouth ; un article paru dans Excelsior, « Comment aimer Dieu ? » a profondément inspiré sa vie intérieure. Il tient absolument à rencontrer son auteur, Antoine Crozier, un prêtre stigmatisé, qui devint son ami et l'influença dans la création d'une confrérie du Sacré-Cœur. Il découvre également un ouvrage faussement attribué à Jean-Pierre de Caussade (1675-1751) intitulé L’abandon à la Providence divine, un livre qui fait grande impression sur Charles de Foucauld. Il écrit à ce sujet : « Je ne cesse de le relire depuis deux ans et toujours j’y trouve du nouveau. » Il ajoute dans une lettre de 1904 : « C’est le livre dont je vis le plus ».
Il fait venir de Rome la Somme Théologique de saint Thomas d'Aquin. Il est imprégné de la lecture des très grands auteurs mystiques comme Thérèse d'Avila et Jean de la Croix ; Jean Chrysostome est l'objet de ses méditations quotidiennes, ainsi que L'Imitation de Jésus-Christ. On retrouve aussi quelques livres d'importance mineure, comme Jésus Adolescent, livre du chanoine Caron, un de ses amis, ou Les Quatre Évangiles en un seul, du chanoine Weber. Dès sa conversion, il a lu les Pères du désert. Un court texte, le Modèle unique, résume la spiritualité de Charles de Foucauld : l'Évangile, le Sacré-Cœur et la Sainte Face de Jésus. Quand Charles de Foucauld revient en France en avril 1909, il passe une nuit de prière, avec Louis Massignon, dans la Basilique du Sacré-Cœur de Montmartre. L'adoration du Saint-Sacrement et en particulier l'adoration nocturne est un fondement de sa spiritualité.

### Imitation de la vie de Nazareth

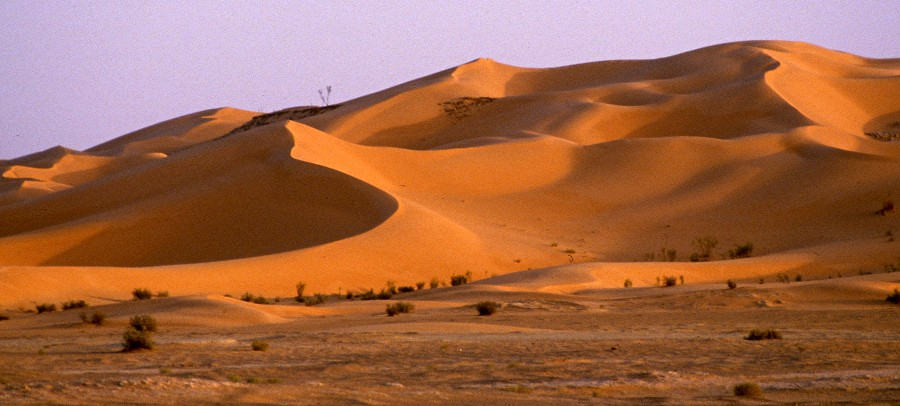
El-Goléa.

La conversion de Charles de Foucauld est marquée par les mots de l'Abbé Henri Huvelin : « Jésus a tellement pris la dernière place que jamais personne n'a pu la lui ravir ». Cette phrase est extraite de la « parabole de la Noce et des Invités » (Luc, 14, 7) : « Jésus dit aux invités une parabole, parce qu'il remarquait qu'ils choisissaient les premières places ; il leur dit : Quand tu es invité à des noces, ne va pas te mettre à la première place, de peur qu'on ait invité quelqu'un de plus important que toi, et que celui qui vous a invités, toi et lui, vienne te dire : « Cède-lui la place » ; alors tu irais tout confus prendre la dernière place. Au contraire, quand tu es invité, va te mettre à la dernière place, afin qu'à son arrivée celui qui t'a invité te dise : « Mon ami, avance plus haut ». Alors ce sera pour toi un honneur devant tous ceux qui seront à table avec toi. Car tout homme qui s'élève sera abaissé et celui qui s'abaisse sera élevé ». Charles de Foucauld remarque alors qu'il n'y a rien d'autre pour lui que cette chère dernière place. Il veut imiter Jésus. C'est ainsi dans cet objectif qu'il part pour Tamanrasset, loin de la capitale. Cette imitation (imitatio Christi en latin liturgique) le conduit à vouloir l'imiter dans sa vie cachée, qui correspond à la période de la vie de Jésus de Nazareth qui n'est pas mentionnée dans le Nouveau Testament, avant sa vie publique. Charles de Foucauld perçoit dans cette vie cachée une profonde humilité et abnégation de Jésus.
À travers l'humilité, Charles de Foucauld recherche la dernière place,. Il ne veut pas se différencier des personnes avec qui il vit ; il mène une vie similaire à la leur, travaillant pour gagner sa vie, refusant de manifester sa supériorité du fait de son statut de prêtre. Il écrit à son ami Gabriel Tourdes : « Vivant du travail de mes mains, inconnu de tous, et pauvre, et jouissant profondément de l'obscurité, du silence, de la pauvreté, de l'imitation de Jésus. L'imitation est inséparable de l'amour, quiconque aime veut imiter : c'est le secret de ma vie ». Par cette imitation de l’abaissement de Jésus, travaillant comme un pauvre artisan à Nazareth, Charles de Foucauld concrétise une conception du travail comme kénose.
Cette imitation de la vie cachée de Jésus conduit Charles de Foucauld à développer toute une spiritualité personnelle, ainsi qu'une vision personnelle de l'apostolat. Alors que les missionnaires cherchaient traditionnellement à prêcher, à l'image de la vie publique de Jésus, Foucauld au contraire veut développer un apostolat dans le silence et la discrétion. Il perçoit sa vocation comme celle de vivre la vie de Nazareth, il écrit en 1905 : « Mes dernières retraites de diaconat et de sacerdoce m'ont montré que cette vie de Nazareth, ma vocation, il fallait la mener, non dans la Terre sainte tant aimée, mais parmi les âmes les plus malades, les brebis les plus délaissées ». Il acquiert la conviction que cette vie de Nazareth peut se vivre partout, il cherche ainsi à « prendre pour seul exemple la vie de Jésus à Nazareth. Qu'il daigne me convertir. Me rendre tel qu'il me veut. L'aimer, lui obéir, l'imiter ». Foucauld approfondit alors un nouvel apostolat par les relations quotidiennes avec le milieu social, à l'image de Priscilla et Aquila dans les Actes des apôtres.

### Eucharistie

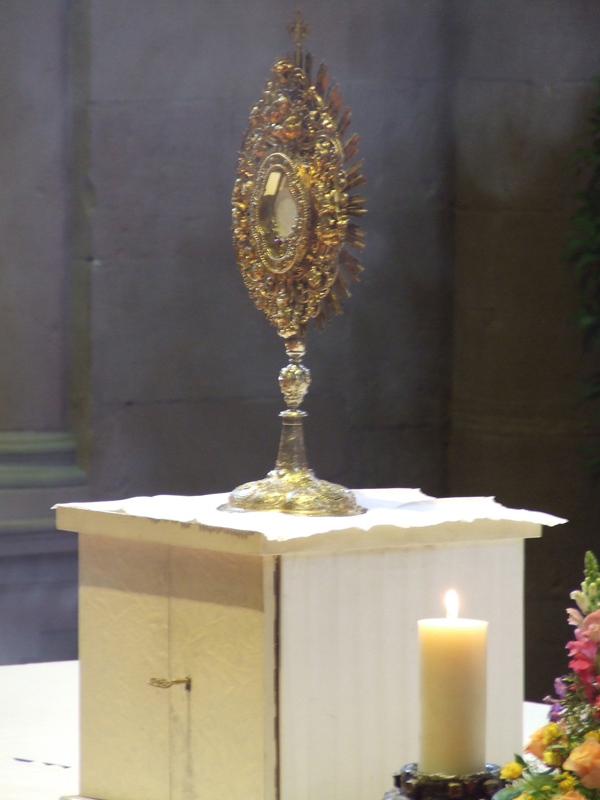
Adoration eucharistique.

La spiritualité de Charles de Foucauld accorde une très grande importance à l'eucharistie, dans laquelle il reconnaît la présence de Jésus caché dans l'hostie. L'imitation de la vie cachée de Jésus et l'eucharistie participent de la même logique pour Charles de Foucauld. Il place l'adoration eucharistique comme « l'œuvre caractéristique, spéciale » de l'Union des laïcs dont il a écrit les statuts. Pendant toute sa vie, il passe ainsi des heures à adorer le Saint-Sacrement et considère cette prière comme prioritaire sur toute autre activité. Il veut apporter l'eucharistie dans les lieux où celle-ci est la moins présente, c'est-à-dire dans le Sahara. Dans ses méditations, il affirme que c'est cette adoration de l'eucharistie qui le conduit à vouloir aller vers les autres. Il écrit lorsqu'il est à Nazareth : 
« L'âme voit qu'elle jouit, qu'elle jubile, qu'elle reçoit beaucoup. Mais elle ne rend rien, elle reste inutile. Et plus je jouissais, plus je désirais travailler ».
Après avoir été ordonné prêtre, Foucauld continue à accorder une importance primordiale à l'eucharistie. Dans sa solitude en plein Sahara, il écrit à Marie de Bondy qu'il est avec son « meilleur ami » et que « rien ne lui manque »,. Il affirme : 
« Quand on voit la sainte hostie, que dire sinon que la nuit de cette vie a perdu ses ténèbres ?... À côté d'elle, tous les rois de la terre sont comme s'ils n'étaient pas, de purs néants ».
Charles de Foucauld développe une conception originale de l'eucharistie, qui constitue une nouveauté théologique. Il croit que la présence eucharistique rayonne, donne des grâces et permet, par sa simple présence, la sanctification de personnes qui vivent à proximité,.
Cet amour de l'eucharistie se déploie au fil du temps : il écrit en 1907, à propos de sa dévotion à l'eucharistie : « Autrefois, j'étais porté à voir d'une part l'infini, le saint sacrifice, d'autre part le fini, tout ce qui n'est pas lui, et à toujours tout sacrifier à la célébration d'une sainte messe... Mais ce raisonnement doit pécher par quelque chose, puisque, depuis les apôtres, les plus grands saints ont sacrifié en certaines occasions la possibilité de célébrer à des travaux de charité spirituelle, voyages ou autres ». Il choisit de partir à Tamanrasset afin de vivre un plus grand amour du prochain, quitte à ne plus pouvoir célébrer la messe, ni adorer l'eucharistie, malgré la vraie souffrance que cette séparation entraîne. Il cherche alors à faire rayonner, dans la charité envers les autres, l'amour qu'il porte à l'eucharistie. Il veut voir « Jésus en tous les humains ». Il écrit quatre mois avant sa mort à Louis Massignon : « Il n'y a pas, je crois, de parole de l'Évangile, qui ait fait sur moi une impression et transformé davantage ma vie que celle-ci : « Tout ce que vous faites à l'un de ces petits, c'est à Moi que vous le faites. » Si l'on songe que ces paroles sont celles de la Vérité incréée, celles de la bouche qui a dit : « Ceci est mon corps, ceci est mon sang », avec quelle force on est porté à chercher et aimer Jésus dans ces petits ».

### Apostolat novateur
Charles de Foucauld découvre très vite la limite de l'évangélisation classique sur les populations touarègues. Celles-ci sont de nature assez indépendante, ce qui conduit Foucauld à refuser d'employer la prédication comme moyen principal des conversions. Son désir d'imiter la vie cachée de Jésus le conduit à innover de façon radicale dans l'apostolat, qui n'est dès lors plus conçu comme une stratégie, mais consiste alors à essayer d'être, dans sa vie quotidienne, un exemple de vie chrétienne. Ceci se traduit par une présence chrétienne auprès des populations non-chrétiennes en menant une vie semblable à celles-ci, tout en cherchant à imiter la vie de Jésus.
Progressivement, Charles de Foucauld considère qu'il ne faut pas chercher à tout prix des conversions, encore moins des conversions forcées. Il faut aimer son prochain, même si sa religion est différente, le respecter, et essayer de le comprendre. L'étude de la langue touarègue par Charles de Foucauld entre pleinement dans cette démarche d'acceptation, de compréhension et d'aide aux populations pour lesquelles on ne fait « pour ainsi dire rien ».
Cette connaissance de l'autre doit conduire, pour Charles de Foucauld, à rechercher son bien-être matériel, par l'éducation et le progrès technique, mais aussi à développer l'intelligence de l'autre et sa dignité, et cela sans rien attendre en retour,, afin de faire des populations indigènes « nos égaux ». Il écrit à Marie de Bondy : « Il faudrait instruire d'abord, convertir ensuite. On ne peut pas en faire d'abord des chrétiens et civiliser ensuite ». Cette démarche conduit ainsi à se faire aimer, pour mieux amener à la religion en la faisant aimer et apprécier par le comportement quotidien, qui est celui de l'imitation de Jésus. Comme il l'écrit à Charles Guérin : « Prêcher Jésus aux Touaregs. Je ne crois pas que Jésus le veuille ni de moi ni de personne. Ce serait un moyen de retarder, non d'avancer leur conversion. Cela les mettrait en défiance, les éloignerait, loin de les rapprocher. Il faut y aller prudemment, doucement, les connaître, nous faire d'eux des amis ».
Il voulait pour son apostolat outre des sœurs blanches et des religieux, des professeurs qui viennent de France, professeurs de français (il apprenait aux enfants touaregs les Fables de La Fontaine) et de musique, puis des personnes étudiant la culture et civilisation touarègues pendant au moins six ans ; c'était donc déjà aussi une relation d'« amitié partagée » et non à sens unique, presque, dirait-on aujourd'hui, d'échanges culturels, la reconnaissance de leur culture et de leur identité.
Charles de Foucauld refuse pendant longtemps le terme de missionnaire : « Ma vie n’est point ici celle d’un missionnaire, mais celle d’un ermite », écrivait-il à Henry de Castries le 28 octobre 1905. Le 2 juillet 1907, il écrivait encore à Charles Guérin, en soulignant les mots : « Je suis moine, non missionnaire, fait pour le silence, non pour la parole ». Ce refus d'être appelé « missionnaire » le conduit à vouloir développer un apostolat de la présence silencieuse, « incognito ». Dans sa correspondance, il est convaincu que cette présence est essentielle afin de « défricher », première étape vers la conversion. Pour Charles de Foucauld, le premier apostolat que doivent poursuivre des missionnaires isolés est celui qui passe par « de la bonté, de l'amour et de la prudence », même si cette étape peut prendre des « siècles » avant la conversion,. Outre son monumental dictionnaire français-touareg et les lexiques, les poésies touarègues, il avait traduit des extraits de la Bible en tamachek, la langue touarègue, ainsi que les quatre Évangiles, qui ne furent pas retrouvés.

### Abandon à Dieu
Charles de Foucauld développe une véritable spiritualité autour de l'abandon à Dieu, symbolisée par la Prière d'abandon issue d’une méditation sur la phrase que Jésus prononce alors qu’il est sur la croix : « Mon Dieu, je remets mon esprit entre tes mains ».
La logique de l'abandon à Dieu l'amène à vouloir se donner à Dieu en lui offrant sa liberté. Cela se traduit par l'obéissance à ses supérieurs, dans lesquels il voit la main de Dieu. Cette conception radicale de l'obéissance l'amène à considérer que « tous les actes deviennent de purs actes d'amour ». L'obéissance aux supérieurs est ainsi un moyen de s'abandonner à Dieu et de faire sa volonté ; c'est aussi un moyen de vivre l'imitation de Jésus.
Cet abandon à Dieu est pour Charles de Foucauld un cheminement qui unit la miséricorde de Dieu, son amour et la souffrance. La dévotion au Sacré-Cœur, qu'il prend comme ornement sur son habit de religieux, symbolise l'amour de Jésus, avec le cœur, et la souffrance par la présence de la Croix. Ce don à Dieu nécessite une volonté, un combat : pour Charles de Foucauld, « il n'y a pas d'oblation sans immolation ». C’est dans cet esprit d’imitation de Jésus qu’il abandonne toute espèce de bien matériel, se dépouillant jusqu’à l’extrême.
Cet abandon de sa liberté répond à la recherche de l'oubli total de soi pour épouser la volonté de Dieu ; par le choix de la dernière place et les mortifications, il s'approfondit à la fin de 1908. Il n'a alors encore entraîné aucune conversion. De plus, pendant cette année, il ne peut célébrer la messe. Il doit même sa vie au secours matériel apporté par des pauvres. Foucauld abandonne alors tous ses désirs de fondation, de conversions, et s'offre comme un pauvre à Dieu. Cet abandon complet de lui-même et l'offrande de sa vie à Dieu est pour lui le seul moyen de porter du fruit, à l'image du « grain de blé » qui tombe en terre dans l'Évangile, et qu'il médite à de nombreuses reprises.

### Vision de l'islam
Le regard porté par Charles de Foucauld sur l'islam évolue au fil du temps. L'exploration du Maroc et la ferveur qu'il observe chez les populations musulmanes et juives joue sans doute un rôle essentiel dans le début de sa conversion. Il est un temps attiré par le Coran, avant de définitivement s'en écarter. Toute sa vie est toutefois marquée par la proximité des populations musulmanes, tant à la trappe en Syrie qu'à Nazareth et enfin en Algérie.
L'approche qu'il développe est celle, non de la conversion immédiate, mais de la découverte et de l’intérêt bienveillant à l’égard des autres en qui il voit des frères. À Tamanrasset en 1907, il s’interdit tout prosélytisme, affirmant même : « Je suis moine, non missionnaire, fait pour le silence non pour la parole. » Il cherche de même à proposer l’exemple de ce qu'il appelle la « religion naturelle » : cette conception tend à amener à l'« amour de Dieu » et à l'« acte d'amour parfait ». Elle le conduit à développer ce qu'il appelle le « chapelet de l'amour », qui peut être récité tant par les musulmans que par les chrétiens,. Il pense que les musulmans ne peuvent pas comprendre le christianisme sans être ouverts à une éducation « égale à la nôtre », afin qu'ils puissent juger par eux-mêmes leur religion : « Il semble qu’avec les musulmans la voie soit de les civiliser d’abord, de les instruire d’abord, d’en faire des gens semblables à nous ; ceci fait, leur conversion sera chose presque faite elle aussi car l’islamisme ne tient pas devant l’instruction ; l’histoire et la philosophie en font justice sans discussion : il tombe comme la nuit devant le jour. » En attendant, il est persuadé que ceux d'entre eux qui ne connaissent pas Jésus-Christ sans qu'il y ait faute de leur part accèderont au Paradis, même non baptisés, s'ils le méritent par leur vie. Cette idée est reprise par l'Église catholique, lors du Concile Vatican II, dans la déclaration Dignitatis Humanae.

### Petit Frère Universel
Cette fraternité universelle n’est pas un sentiment idéaliste et vague, envers l’ensemble de l’humanité, mais l’acte concret et personnel d’être frère de celui-ci, de celle-là, de chacun sans exception, « bon ou mauvais, ami ou ennemi, bienfaiteur ou bourreau, chrétien ou infidèle », selon les mots mêmes de Foucauld, car « c’est en aimant les hommes qu’on apprend à aimer Dieu ».
Charles de Foucauld a ainsi été le chantre de la fraternité universelle— malgré le contexte antinomique de la colonisation avec tout ce qu'elle permettait, comme la vente publique d'esclaves, (les touaregs avaient des esclaves, les iklans), la montée de l'antisémitisme illustrée par l'Affaire Dreyfus et des nationalismes qui mèneront à la Première Guerre mondiale — vingt ans après la fin de la Traite des Noirs, englobant tous les hommes dans son amour, quelles que soient leur condition sociale et leur race. Il fait de cette universalité son projet de vie et la raison d'être de sa conversion, comme il l’a confié à Henri Duveyrier : « Tous les hommes sont les enfants de Dieu qui les aime infiniment : il est donc impossible d’aimer, de vouloir aimer Dieu, sans aimer, vouloir aimer les hommes. L’amour de Dieu, l’amour des hommes, c’est toute ma vie, ce sera toute ma vie, je l’espère. » (Lettre à Henri Duveyrier, qui, du reste, a probablement plongé celui-ci dans la consternation). Il veut aimer tous les hommes sans distinction avec une préférence pour les pauvres : « Envelopper tous les hommes, en vue de Dieu, dans un même amour et un même oubli » ; et Massignon souligna qu'il avait appris à aimer les autres avec une délicatesse inexprimable. À Beni Abbès, il consacre sa chapelle au Sacré-Cœur, la Khaoua c'est-à-dire « Fraternité du Sacré-Cœur » : « Je veux habituer tous les habitants, chrétiens, musulmans, juifs, à me regarder comme leur frère, le frère universel. Ils commencent à appeler la maison « la Fraternité », et cela m'est doux » (Lettre à Marie de Bondy, 1890, 1902). « Les indigènes commencent à l'appeler la khaoua, et à savoir que les pauvres y ont un frère ». Cette fraternité qui puise sa source dans l’amour de Dieu, Père de tous ses enfants, ne cessa de grandir en son cœur jusqu’à en imprégner toute sa vie. « Son exemple fut des plus convaincants pour son entourage d’alors, comme pour nous aujourd’hui : l’homme est d’abord un frère ou une sœur, avant d’être un étranger, un concurrent ou un ennemi » (Jean-Pierre Grallet). Il rachète plusieurs esclaves, comme les Pères blancs le faisaient, tels Joseph du Sacré-Cœur et Abd-Jésus.

## Œuvres non spirituelles

### Exploration du Maroc
Avant son exploration par Charles de Foucauld avec Abi Serour, le Maroc ne comptait que 700 km de pistes répertoriées. Charles de Foucauld relève plus de 2 690 km de pistes, et plus de 3 000 cotes d'altitudes. Il a corrigé le relevé du cours du Dra et rapporté des milliers d'observations, de cartes et des dessins qu'il publie dans son livre Reconnaissance au Maroc. Cet ouvrage, édité en 1888, lui vaut la médaille d'or de la Société de géographie. Les découvertes et travaux de Charles de Foucauld au Maroc sont loués par la communauté scientifique, et le discours du rapporteur lors de la remise de la médaille de Géographie montre leur impact : 
« En onze mois, un seul homme, M. le vicomte de Foucauld, a doublé pour le moins la longueur des itinéraires levés au Maroc. Il a repris, en les perfectionnant, 689 kilomètres de travaux de ses devanciers, et il y a ajouté 2 250 kilomètres nouveaux... C'est vraiment une ère nouvelle qui s'ouvre, grâce à M. de Foucauld, de la connaissance géographique du Maroc et on ne sait ce qu'il faut le plus admirer, de ces résultats si beaux et si utiles ou du dévouement, du courage et de l'abnégation ascétique grâce auxquels ce jeune officier français les a obtenus […] Il a conquis des renseignements très nombreux, très précis, qui renouvellent littéralement la connaissance géographique et politique tout entière du Maroc ». 
La reconnaissance de la qualité des travaux de Charles de Foucauld est internationale : un membre de la Royal Geographical Society de Londres affirme qu'on « ne saurait estimer trop haut la contribution apportée par M. de Foucauld à notre connaissance du Maroc ».

### Culture touarègue

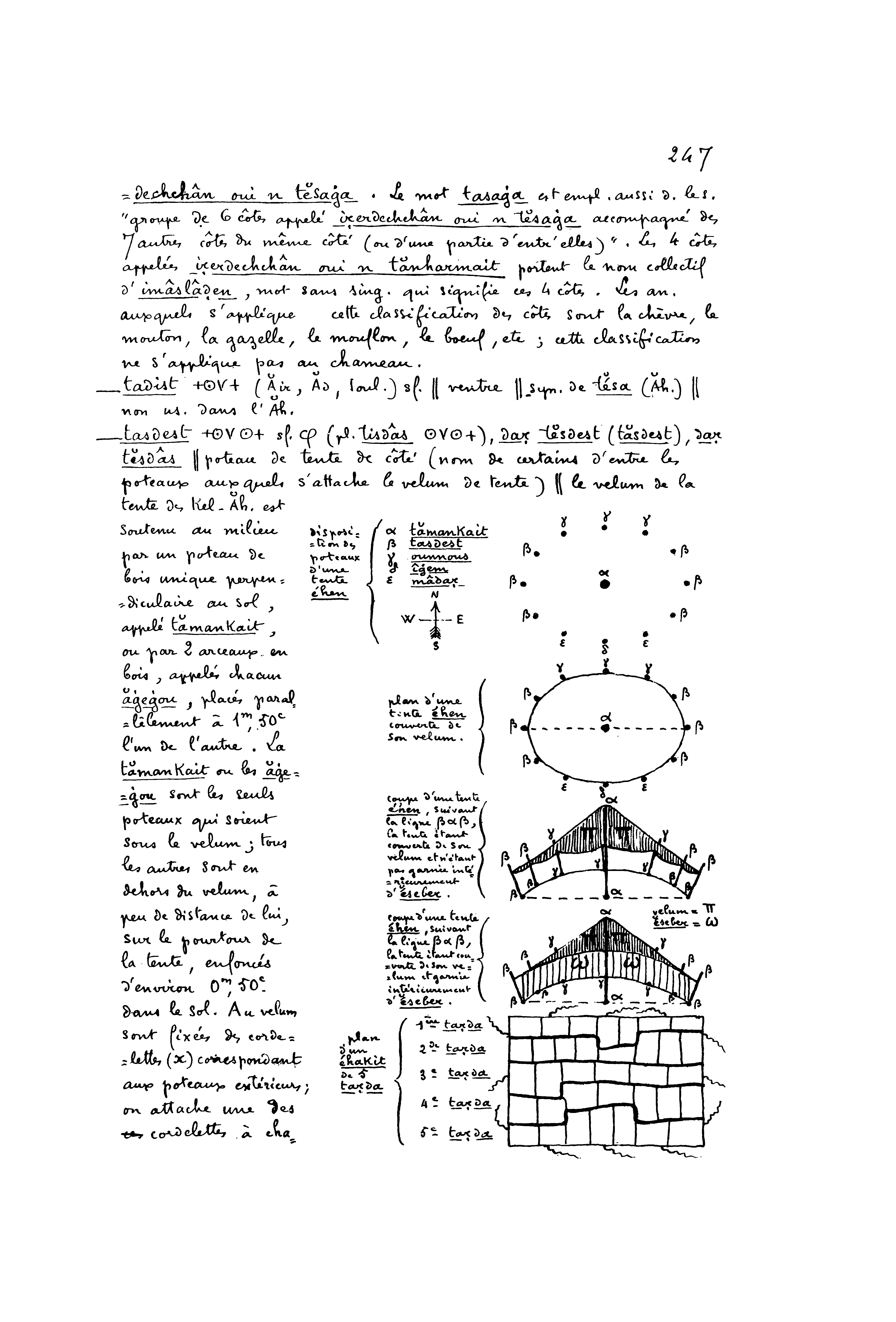
Dictionnaire touareg–français de Foucauld (1951).

Outre sa Reconnaissance au Maroc (1888), Charles de Foucauld a laissé de nombreux documents scientifiques. Dès l'époque de Béni-Abbès, il a cherché à déchiffrer la langue touarègue, mais ce n'est qu'après l'installation à Tamanrasset qu'il a commencé son dictionnaire touareg-français. Il a dû recourir à l'aide d'un linguiste confirmé, ce fut Adolphe de Motylinski, orientaliste résidant à Constantine. Malheureusement, Motylinski est mort prématurément en 1907. Le résultat de leurs travaux a néanmoins été publié par René Basset à Alger en 1908, sous le titre Grammaire, dialogues et dictionnaire touaregs. Comme le père de Foucauld a refusé par modestie de le signer, c'est le nom de Motylinski seul qui figure sur la couverture. Foucauld a poursuivi ses travaux avec René Basset, linguiste réputé de l'université d'Alger, spécialiste des langues arabe et berbère. Au terme de plusieurs années de travail, il lui a envoyé une version plus étoffée du dictionnaire, c'est le Dictionnaire abrégé touareg-français, publié après la mort du père mais sous son nom en 1918-1920, avec toujours René Basset comme éditeur scientifique. Ce dernier étant mort en 1924, c'est son fils André qui a eu la charge de préparer l'édition définitive du dictionnaire à partir de tous les envois du père de Foucauld. Et c'est en 1951 que l'Imprimerie nationale de France, avec le concours du Gouvernement général de l'Algérie, publie son dictionnaire touareg-français complet, en quatre volumes, issu de son important travail de recherche en vue de la connaissance des Touaregs et plus généralement des Berbères.
Charles de Foucauld est convaincu que l'évangélisation passe par le respect et la compréhension des cultures dans lesquelles il vit. À maintes reprises dans sa correspondance, il déplore la connaissance superficielle et l'irrespect manifesté envers le peuple touareg par des missionnaires et des membres de l'administration française. La méconnaissance de la langue est l'obstacle majeur à la compréhension des Touaregs. Charles de Foucauld travaille plus de douze ans à l'apprentissage de la culture touarègue. Dès 1907, Foucauld recueille les poèmes touarègues en contrepartie d'une petite rémunération. Toutes les poésies étant apprises par cœur par les Touaregs, Foucauld recopie celles qu'on lui dicte, passant des heures à écouter les femmes les réciter. En parallèle de ses travaux scientifiques, comme le lexique, des éléments de grammaire, un dictionnaire des noms de lieux, Foucauld s'emploie à traduire et développer des commentaires et analyses des poésies. Il finit ce travail sur l'œuvre poétique des Touaregs le 28 novembre 1916, deux jours avant sa mort. L'ensemble de ces travaux constitue une véritable encyclopédie du Hoggar et des Touaregs.
La majorité des travaux scientifiques de Charles de Foucauld a été très vite occultée au profit d'une vision hagiographique de sa vie, mettant plus l'accent sur son cheminement spirituel. En 1925 et 1930, André Basset a publié les deux volumes des Poésies touarègues, comprenant plus de 575 poèmes (soit 5670 vers). Ignorés jusqu'à aujourd'hui par les hagiographes et la quasi-totalité des biographes de Charles de Foucauld, ces travaux ont pourtant été connus et utilisés par les spécialistes dès leur parution. Certains d'entre eux ont bénéficié récemment de rééditions qui les ont mis à la portée d'un public un peu plus large : ré-édition en 1984 des textes en prose, puis réédition en 1997 d'une partie des poèmes.
L'ensemble de l'œuvre scientifique de Charles de Foucauld reste « pour toute personne qui se spécialise dans l'étude du monde touareg une référence incontournable », d'autant qu'elle constitue une importante source pour l'analyse ethnographique,.
Parmi les papiers récupérés par le capitaine de La Roche en décembre 1916 figurait un manuscrit du dictionnaire touareg-français. Le capitaine l'a confié au commandant Tassoni, officier interprète du général Laperrine, qui en a fait relier les cahiers regroupés en un seul volume. Mis en vente le 10 juin 2024 à Nice, il a pu être préempté par la BnF. Il a rejoint le fonds touareg de la Bibliothèque. Une autre partie des manuscrits du père de Foucauld, notamment la manuscrit final des Poésies et un exemplaire du manuscrit final du Dictionnaire touareg-français, était détenu par René Basset en tant qu'éditeur. Il les a transmis à son fils André, qui les a déposés à la BULAC (Bibliothèque universitaire des langues et civilisations). L'examen détaillé du manuscrit du Dictionnaire touareg-français détenu par la BULAC montre qu'il s'agit du manuscrit qu'André Basset a publié, sous forme de fac-similé, en 1951 et 1952. D'autres manuscrits encore sont conservés dans le fonds Foucauld de la Maison diocésaine de Foucauld, notamment des tableaux de conjugaisons des verbes et une traduction en touareg du Nouveau Testament, que Foucauld a obtenue d'un informateur bilingue à qui il dictait en arabe une traduction de la Vulgate latine et dont il notait au fur et à mesure la traduction touarègue que celui-ci lui dictait en retour (on possède deux versions de cette traduction, l'autre version, probablement antérieure, étant conservée à la BULAC). On y trouve aussi un petit carnet dont la première rédaction remonte en 1904, et qui contient un lexique touareg-français attestant que les premiers travaux de Foucauld en vue de l'élaboration d'un dictionnaire remontent à cette année-là.

### Lutte contre l'esclavage dans le Hoggar

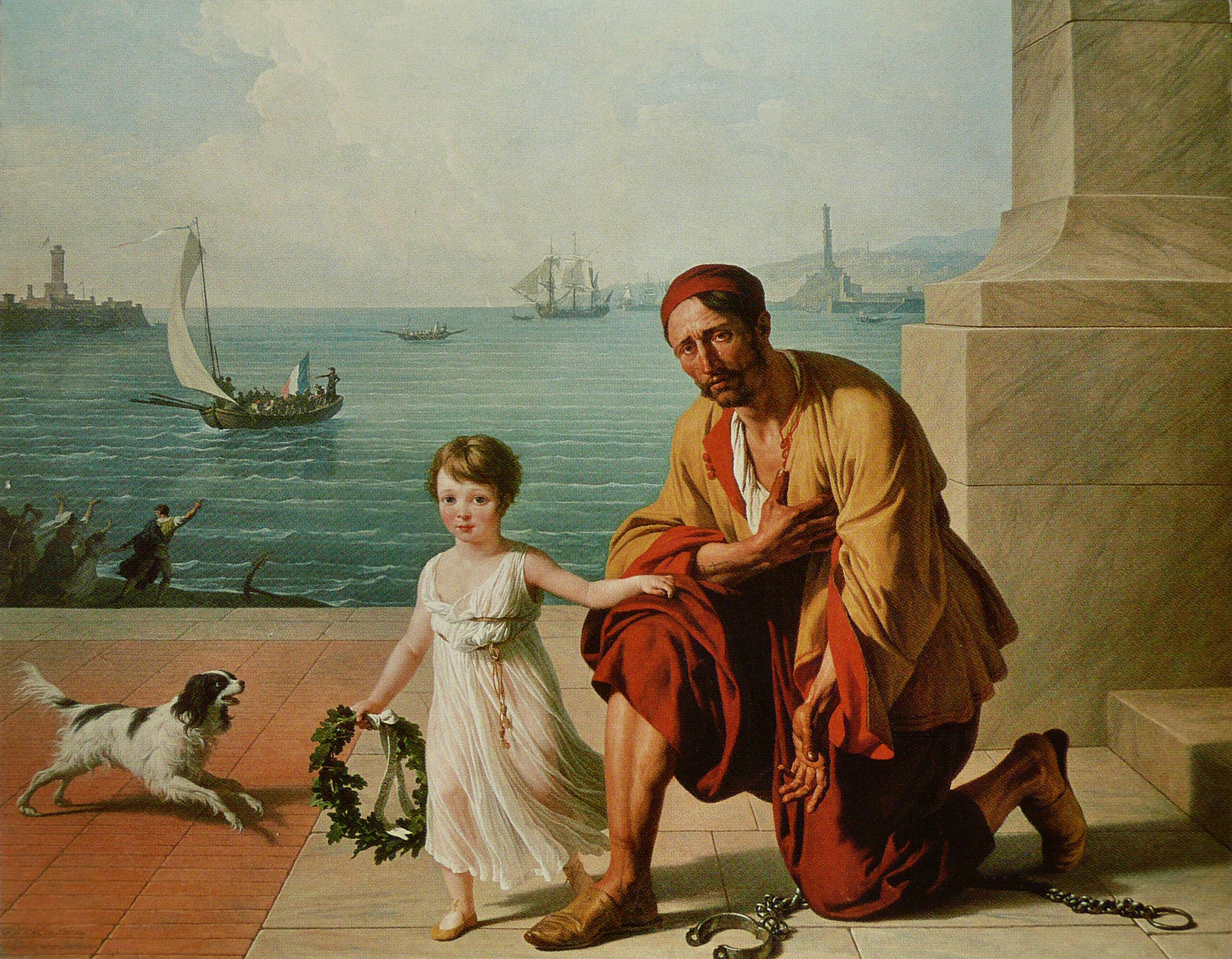
Libération des esclaves d'Alger par F.-A. Vincent, 1806.

Dès l'occupation de l'Algérie en 1830, la France avait aboli l'esclavage, position officialisée lors du Décret d'abolition de l'esclavage du 27 avril 1848, qui devait s'appliquer également dans les colonies. Cependant, afin de ménager les susceptibilités et les intérêts des chefs de tribu et des marabouts, l'esclavage est maintenu. En arrivant à Béni-Abbès, Charles de Foucauld découvre que l'esclavage existe encore. Très vite, il rachète la liberté d'un premier esclave, Joseph, le 9 janvier 1902, puis d'un deuxième le 4 juillet, afin de montrer son opposition à cette pratique, tout en laissant ces anciens esclaves libres de pratiquer leur foi.

Immédiatement, Charles de Foucauld dénonce la pratique de l'esclavage dans sa correspondance, tant auprès de Marie de Bondy que d'Henri de Castries et Charles Guérin : 
« La plus grande plaie de ce pays est l'esclavage. Je cause familièrement chaque jour, en particulier, hors de la présence des maîtres, avec beaucoup d'esclaves ». 
Charles de Foucauld apprend à Charles Guérin que l'esclavage est maintenu sur ordre du Général Risbourg, confirmé par le colonel Billet. Foucauld s'offusque de cette pratique dans sa correspondance : 
« C'est de l'hypocrisie de mettre sur les timbres et partout « liberté, égalité, fraternité, droits de l'homme », vous qui rivez le fer des esclaves, qui condamnez aux galères ceux qui falsifient vos billets de banque et qui permettez de voler des enfants à leurs parents et de les vendre publiquement, qui punissez le vol d'un poulet et permettez celui d'un homme »,. 
Il demande à son ami Henri de Castries de tout faire afin d'agir en France. Il écrit à Léon Livinhac le 8 février 1902 pour lui demander d'agir auprès des sénateurs catholiques : « Nous n'avons pas le droit d'être des chiens muets et des sentinelles muettes : il nous faut crier quand nous voyons le mal ». En attendant, Foucauld donne la priorité à l'œuvre des esclaves, installant un local pour leur accueil.
Néanmoins, Foucauld se voit tempéré dans ses revendications par Charles Guérin, qui lui demande, au nom du réalisme politique, de ne pas agir politiquement. À plusieurs reprises, il lui demande d'arrêter l'achat de ses esclaves, parce que les chefs de tribus sont mécontents des initiatives du « marabout blanc ». De plus, le climat politique en France est marqué par une vague d'anticléricalisme avec les lois du gouvernement Waldeck-Rousseau. Charles Guérin voit dans l'antiesclavagisme virulent de Charles de Foucauld une éventuelle difficulté pour le maintien des Pères blancs en Algérie et lui enjoint donc d'arrêter son activité publique contre l'esclavage le 17 septembre 1902. Charles de Foucauld écrit qu'il lui obéira, non sans être en désaccord avec lui : « Ces raisons ne me laissent pas — soit dit une dernière fois — sans regretter que les représentants de Jésus se contentent de défendre « à l'oreille » (et non « sur les toits ») une cause qui est celle de la justice et de la charité ».
Peu à peu, l'activisme et la proximité de Charles de Foucauld avec les autorités conduisent à un changement de la situation. Le 15 décembre 1904, Foucauld annonce à Henri de Castries que « d'un commun accord, les chefs d'annexe des oasis ont pris des mesures pour la suppression de l'esclavage. Non en un jour, ce qui ne serait pas sage, mais progressivement ». Les esclaves ne peuvent plus être vendus, ceux qui avaient un esclave peuvent le garder, mais il ne pourra plus changer de maître ; s'il est maltraité, le chef d'annexe l'affranchira.

### Vision de la colonisation
La colonisation française est portée principalement par les idéalistes laïcs, comme Léon Gambetta ou Jules Ferry. Ce dernier affirme en 1885 : « Il faut dire ouvertement qu'en effet les races supérieures ont un droit vis-à-vis des races inférieures... Je répète qu'il y a pour les races supérieures un droit, parce qu'il y a un devoir pour elles. Elles ont le devoir de civiliser les races inférieures »,. Des entrepreneurs soutiennent aussi la colonisation avec par exemple le canal de Suez, et les missionnaires chrétiens voient dans la colonisation une possibilité d'évangélisation. La colonisation est d'autant plus recherchée qu'elle constitue un remède provisoire dans laquelle « la génération de Charles de Foucauld trouvera un moyen d'exprimer son patriotisme »,.
Charles de Foucauld soutient la colonisation française, cependant ce soutien est différent de la plupart des autres Français : « Il s'est montré néanmoins plus lucide que la plupart des responsables coloniaux de sa génération, et ne s'est pas privé d'avertir ses compatriotes qu'ils perdraient leur empire africain faute d'une volonté politique de justice et de progrès ». Certains voient dans le soutien de Charles de Foucauld à la colonisation une dissociation entre sa pensée spirituelle et politique. Jean-François Six souligne quant à lui l'unité de sa pensée : Charles de Foucauld voit dans la colonisation une mission civilisatrice au bénéfice des populations colonisées, celle-ci apportant une ouverture de l'intelligence qui permet d'ouvrir à l'évangélisation.
Foucauld croit au bienfait du progrès technique qu'il assimile à la civilisation. Il appuie l'arrivée de chaque progrès technique au Sahara, comme le projet du chemin de fer transsaharien, la transmission sans fil ou la construction de pistes automobiles. Ce progrès issu de la colonisation a pour vocation de faire des colonisés « non nos sujets, mais nos égaux, être partout sur le même pied que nous ». Il conçoit la colonisation de manière humaniste et fraternelle : « Que ces frères cadets deviennent égaux à nous »,.
Malgré son soutien à la colonisation française, Charles de Foucauld la considère, à de nombreuses reprises, de manière très sévère : il dénonce l'absence d'investissement et d'aide au développement : « ... Notre Algérie, on n'y fait rien pour les indigènes ; les civils ne cherchent la plupart qu'à augmenter les besoins des indigènes pour tirer d'eux plus de profit, ils cherchent leur intérêt personnel uniquement ; les militaires administrent les indigènes en les laissant dans leur voie, sans chercher sérieusement à leur faire faire des progrès »,. Il critique vivement les exactions des militaires dans le Sahara, ainsi que les civils qui ne recherchent que leur intérêt et le développement de leur profit, mais aussi l'absence de lutte contre l'esclavage par les autorités coloniales.

Les rapports qu'il entretient avec l'armée française seront nombreux. Il établit des relations amicales avec l'armée, ce qui lui sera reproché après sa mort. Cela ne l'empêche pas de critiquer les exactions et les abus commis par certains militaires dans le Hoggar, comme les réquisitions et les sous-paiements d'indemnité. Il a un regard parfois très sévère sur certains officiers : 
« Ce que je vois des officiers du Soudan m'attriste. Ils semblent des pillards, des bandits, des flibustiers. Je crains que ce grand empire colonial qui pourrait et devrait enfanter tant de bien ne soit présentement pour nous qu'une cause de honte, qu'il nous donne lieu de rougir devant les sauvages mêmes ; qu'il fasse maudire le nom Français et hélas le nom chrétien, qu'il rende ces populations, déjà si misérables, plus misérables encore ». 
Foucauld néanmoins ne se croit pas le représentant de l'armée, d'ailleurs il se méfie de cette proximité, écrivant à Charles Guérin : « Sauront-ils séparer entre les soldats et les prêtres, voir en nous les serviteurs de Dieu, ministres de paix et de charité, frères universels ? Je ne sais... ».
Charles de Foucauld développe une analyse sur l'efficacité de la colonisation. Dans une lettre à René Bazin, il affirme qu'il y a une incompatibilité profonde entre la religion musulmane et l'assimilation des populations musulmanes à la France. Non pas que les populations ne puissent pas progresser comme beaucoup de personnes le pensaient à son époque, et auxquelles Foucauld s'oppose, mais parce qu'il considère que les musulmans « regardent l'Islam comme une vraie patrie ». La politique d'assimilation des populations musulmanes lui semble impossible, d'autant qu'aucun effort pour l'éducation et l'exemple de vie n'est fait pour les populations. Il affirme ainsi dans sa lettre que « si nous n'avons pas su faire des Français de ces peuples, ils nous chasseront. Le seul moyen qu'ils deviennent français est qu'ils deviennent chrétiens ».

### Signature de Charles de Foucauld

Signature du frère Charles de Foucauld.

Cette question mineure concerne les différents noms désignant Charles de Foucauld. « Charles de Foucauld de Ponbriand » est son nom complet. Cette dénomination est utilisée pour le désigner dans la période qui précède son entrée dans les ordres. « Père de Foucauld », désigne sa fonction à partir son ordination. « Frère Charles » a la préférence de sa famille spirituelle : pour les Petites Sœurs de Jésus, ce nom exprime mieux son idéal de fraternité et sa volonté de rester humble. On trouve aussi le nom de « petit frère universel ».
La façon dont Charles de Foucauld se désignait lui-même dans ses correspondances a varié au cours des années : après avoir signé ses lettres « Frère Marie-Albéric » à l'époque de la Trappe, « Frère Charles » après sa sortie de la Trappe, puis « Charles de Jésus » ou « Frère Charles de Jésus » à partir de 1899, il semble, après 1913 ou 1914, ne plus guère signer que « Charles de Foucauld » ou « Fr. Charles de Foucauld »,.

## Héritage

### Héritage spirituel

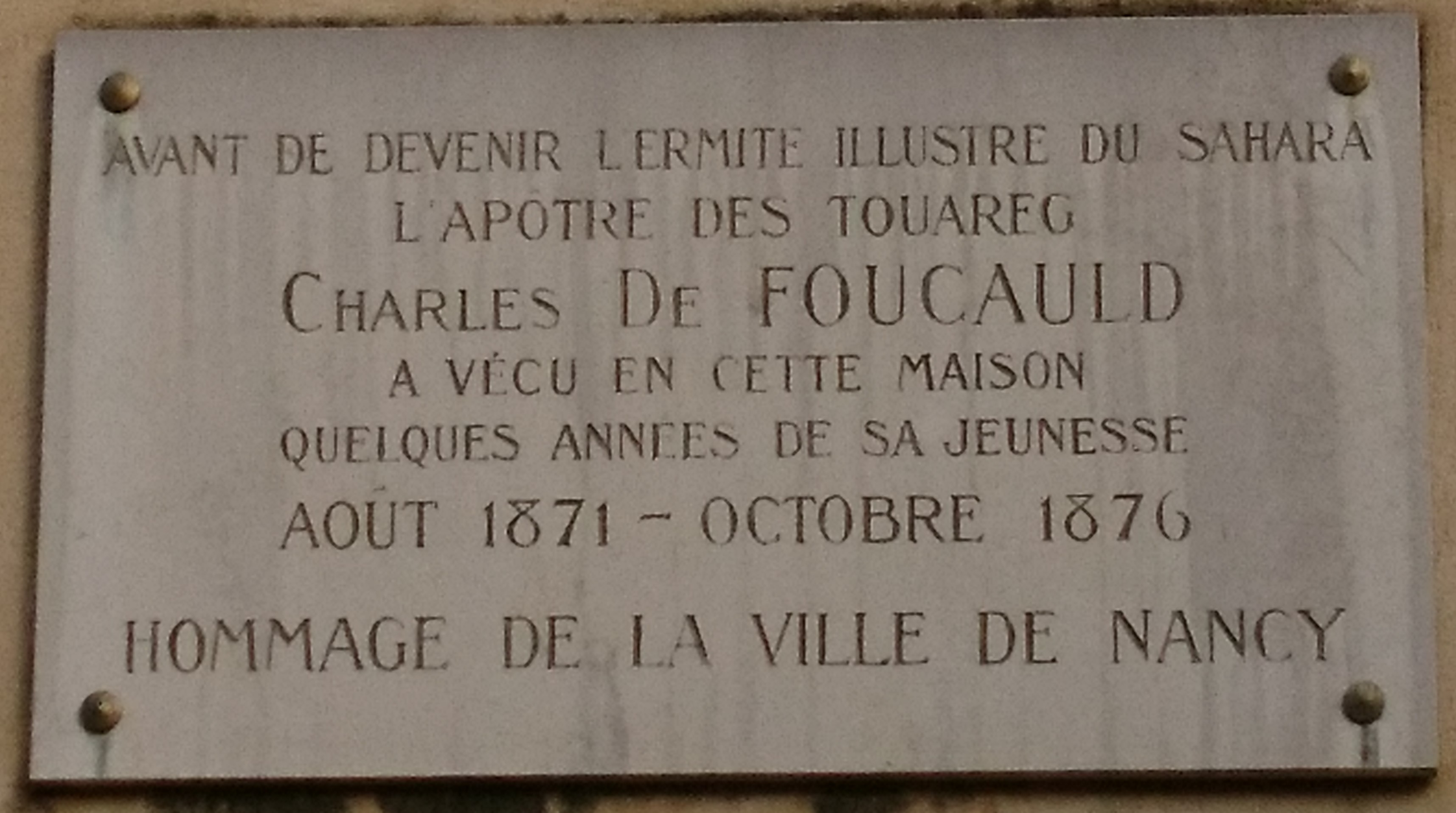
Plaque commémorative, rue du Manège à Nancy.

À la mort de Charles de Foucauld en plein conflit mondial, il semble que sa spiritualité ait peu d'avenir : personne ne l’a rejoint dans sa congrégation religieuse. Son association de laïcs, l’Union des Frères et Sœurs du Sacré-Cœur de Jésus, ne comprend que quarante-huit membres et n'a plus de direction.
L'Union est progressivement reprise par Louis Massignon, qui publie les premiers extraits de son directoire en 1917. En 1919, le cardinal Amette donne un avis favorable à la reprise de l'Union, sous la présidence de Alexandre Le Roy, désigné par Léon Livinhac,. En 1928, Massignon publie l’intégralité du directoire de l'Union. En 1947, il crée la Sodalité et différents groupes ou fraternités regroupés ensuite en « Association ». L’Union devient Union-Sodalité et regroupe les nombreuses associations autour de la spiritualité de Charles de Foucauld. Elle comprend actuellement plus de 1 000 membres dans 53 pays.
La notoriété de Foucauld s'accroît avec la publication, en 1921, d'une biographie rédigée par René Bazin à la demande de Louis Massignon, qui rencontre un grand succès. De nombreux laïcs suivent le modèle proposé par Foucauld, telle Suzanne Garde, qui suscite un groupe d'infirmières laïques. Après la Seconde Guerre mondiale, Magdeleine de Vimont crée les « Nazaréennes du Père de Foucauld », communauté de femmes laïques qui se consacrent aux enfants et jeunes handicapés. La tombe de Charles de Foucauld et les endroits où il a vécu sont l'objet de pèlerinages et de « Goums » sur ses traces,.
Au cours des années 1920, les premiers prêtres ermites prenant modèle sur Charles de Foucauld se déclarent : en 1924, l'amiral Malcor, ordonné prêtre, prend l'habit du père de Foucauld et s'installe à Sidi-Saâd, près de Kairouan en Tunisie. Charles Henrion l'y rejoint suivi de quelques disciples, ce qui aboutit à la création de « l'œuvre de Bou-Saâda ». Charles Henrion convertit grâce à son habit et au Sacré-Cœur, Jean Cocteau qui fait alors sa première communion. De même, Albert Peyriguère et Charles-André Poissonnier deviennent religieux et s'installent au Maroc.
Dans la foulée de ces premiers ermites, naissent progressivement les premières congrégations religieuses. En août 1933, la première congrégation des Petits frères du Sacré-Cœur de Jésus est créée à la Basilique du Sacré-Cœur de Montmartre. La même année, les Petites Sœurs du Sacré-Cœur sont fondées à Montpellier. En septembre 1939, Magdeleine Hutin fonde la congrégation des Petites Sœurs de Jésus au Sahara ; à sa mort, en 1991, la congrégation compte 1 400 membres. En 1956 sont fondés les Petits Frères de l'Évangile. La même année, le père René Voillaume fonde les Petits Frères de Jésus (tout d'abord appelés Frères de la Solitude), suivis des Petites Sœurs de l'Évangile en 1963.
Plus récemment, sœur Norbert-Marie, après avoir visité Marthe Robin, fonde les Petites Sœurs de Nazareth et de l'Unité qui vivent à côté de l'abbaye Notre-Dame-des-Neiges. La congrégation des Petites Sœurs de la Consolation du Sacré-Cœur et de la Sainte-Face est fondée en 1989 : elle célèbre la forme ordinaire de la messe mais en latin et la liturgie en grégorien. Au début du XXIe siècle, il y a en tout plus d'une vingtaine de congrégations qui poursuivent la spiritualité de Charles de Foucauld à travers le monde,.
Quant aux laïcs, ils ne sont pas en reste. D'une part, bien avant 1950 et selon certains dès avant la Seconde Guerre mondiale, dans plusieurs villes de France, des groupes de chrétiens (hommes et femmes, célibataires et mariés, laïcs et prêtres) avaient pris l'habitude de se retrouver pour vivre la spiritualité de Charles de Foucauld. Ceux-ci se regroupent et c'est ainsi qu'en 1950, la Fraternité Charles de Foucauld est reconnue officiellement par Charles de Provenchères, archevêque d'Aix-en-Provence. Ce mouvement prend en 1955 le nom de « Fraternité séculière Charles de Foucauld ». Elle est présente aujourd'hui sur les cinq continents et dans quarante-six pays. Avec 6 000 membres environ, c'est aujourd'hui le groupe le plus nombreux de la famille spirituelle de Charles de Foucauld. Elle regroupe des femmes et des hommes de toute origine ethnique, de tous milieux sociaux, d'états de vie différents, qui veulent s'entraider pour vivre l'Évangile en s'inspirant des intuitions originelles de Charles de Foucauld.
D'autre part, « dans les mêmes années, de jeunes chrétiennes sentent l'appel à une vie contemplative, vécue dans le célibat, liée par des vœux et sans prendre la forme d'une vie religieuse en communauté. » Ainsi naissent la Fraternité Jésus Caritas (1952), reconnue ensuite officiellement comme institut séculier féminin, puis la Fraternité Charles de Foucauld (1991), une association de femmes gardant le célibat.
Quant aux prêtres, qui désirent donner à leur vie et à leur ministère presbytéral le souffle évangélique de Charles de Foucauld, ils se regroupent dès 1951 dans l'Union sacerdotale qui prendra, en 1976, le nom de Fraternité sacerdotale Jesus Caritas et est présente aujourd'hui aussi sur tous les continents.
À la suite de Charles de Foucauld, de nombreuses personnes ont étudié ou fait connaître la civilisation et le peuple touareg, par exemple Henri Lhote, le frère Antoine Chatelard, Dominique Casajus, ou le photographe Alain Sèbe.
Le modèle de monachisme proposé par le bienheureux Charles de Foucauld, même s'il respecte les formes traditionnelles des vœux religieux, constitue une révolution de la vie religieuse : il envisage la disparition de la séparation des convers et des moines, la suppression totale de la propriété privée tant personnelle que communautaire. De même, il développe aussi la présence des moines immergés dans le monde, étant ainsi le précurseur des prêtres ouvriers. Enfin, le modèle d'apostolat par l'exemple, en s'abstenant de prédication — même si Charles de Foucauld n'a jamais condamné ceux qui prêchent —, est profondément novateur dans l'Église.
Jean-Paul II range Charles de Foucauld parmi les grands saints : « Ils sont tellement présents dans la vie de toute l’Église, tellement influents par la lumière et la puissance de l’Esprit Saint! ». Il voit dans Charles de Foucauld la même recherche de la « sainteté inconnue de la vie quotidienne » que chez Thérèse de Lisieux. En 1974, le cardinal Duval affirme que « Le père de Foucauld a été le précurseur de Vatican II, car l'idée centrale du Concile est que tout chrétien doit porter témoignage du Christ. Or Charles de Foucauld a insisté sur le fait que tous les chrétiens, même laïques, doivent porter le témoignage de l'amour fraternel ». Le 2 février 2006, est fondé le monastère du Cœur de Jésus par Johanne Wilson, l'abbé Éric Tremblay et Simon Dufour. Aujourd'hui, la communauté située à Chicoutimi au Canada compte cinq moines et dix moniales, sans compter la présence de plus de soixante-dix laïcs qui sont membres associés.

### Béatification et canonisation
Le processus de reconnaissance par l'Église catholique de Charles de Foucauld prend presque un siècle. La longueur de ce procès en béatification est due en grande partie à la complexité du personnage de Charles de Foucauld, mais aussi aux évènements qui affectent l'Église catholique en Algérie. Le procès ne commence que dix ans après sa mort, en 1927. La collecte des nombreuses lettres et écrits de Charles de Foucauld, et leur transcription en trois exemplaires aux fins de transmission au Vatican, ne sont terminées qu'en 1947.
La procédure est suspendue en 1956, à la suite de la guerre d'Algérie. La publication en 1986 d'un livre controversé sur Charles de Foucauld, L'Évangile du fou de Jean-Edern Hallier, ternit son image. La position de Charles de Foucauld en faveur de la colonisation, et son interprétation de la Première Guerre mondiale, différente de celle de Benoît XV, a pu créer des difficultés, d'autant plus que la décolonisation était défendue par de nombreuses organisations, notamment les Nations unies,. En outre, la position de l'Église catholique en Algérie, considérée comme instrument de la colonisation, évolue à la suite de la guerre. Enfin, l'important travail de Charles de Foucauld sur la culture touarègue d'Algérie a permis de relativiser la vision trop coloniale qui lui était attachée.
Le 24 avril 2001, le pape Jean-Paul II approuve le décret d'héroïcité des vertus du Père de Foucauld qui devient ainsi vénérable.
Charles de Foucauld est béatifié par le pape Benoît XVI le 13 novembre 2005. Il est crédité d'un miracle : la guérison d'une Italienne atteinte d'un cancer qui a prié Charles de Foucauld d'intercéder en sa faveur. Lors de la cérémonie de béatification, durant laquelle le ministre français de la Justice, garde des Sceaux, Pascal Clément prononce une allocution, le pape déclare que la vie de Charles de Foucauld est « une invitation à aspirer à la fraternité universelle ». Un deuxième miracle fut attribué à Charles de Foucauld lors d'un accident survenu le 30 novembre 2016 à Saumur : Charle, un jeune charpentier de 21 ans fait une chute de la toiture de la Chapelle Saint-Louis à Saumur. Tombant à l'intérieur sur un banc de la nef, il se relève l'abdomen traversé de part en part par un des montants du banc de bois... Cette chute qui aurait dû conduire à sa mort n'en a rien été puisque le montant qui traversait le thorax n'a touché aucune organe vital au grand étonnement du chirurgien et des experts médicaux. Depuis un an (2015), dans la paroisse de Saumur, des prières étaient organisées pour célébrer le centenaire de la disparition du saint ce qui aurait provoqué, pour l'Église, ce second miracle et donc, sa canonisation.
La reconnaissance de ce second miracle permet la canonisation de l'ermite par le pape.
Le 27 mai 2020, le pape François autorise la publication d'un décret reconnaissant plusieurs miracles et martyres dont un miracle attribué à Charles de Foucauld. Cette procédure permet la canonisation prochaine de l'ermite par le pape,,. Il est canonisé le dimanche 15 mai 2022.

### Héritage dans la culture
En 1921, l'écrivain René Bazin écrit la biographie de Charles de Foucauld : Charles de Foucauld, explorateur du Maroc, ermite au Sahara qui devient vite un best-seller vendu à plus de 200 000 exemplaires.
Léon Poirier réalise un film en 1936 sur Charles de Foucauld, ayant pour sujet sa vie et son œuvre, sans toutefois évoquer son travail scientifique : L'Appel du silence.
Durant l'été 1946, l'abbé Xavier Louis, aumônier des Invalides, un disciple de Charles de Foucauld, de la promotion Gallieni de l'École spéciale militaire de Saint-Cyr, ancien capitaine de méharistes dans le désert tchadien de 1931 à 1937, organise à l'Hôtel des Invalides, une exposition qui connaît un vif succès, intitulée Charles de Foucauld, l'Africain, qui retrace toute sa vie, avec des objets personnels. Cette exposition est financée par les Fondations Charles de Foucauld de Raoul Follereau, dont Louis Massignon conteste la légitimité. Les croix du sud, insignes des compagnies militaires sahariennes, arborent alors un petit Sacré-Cœur sous l'épée, avec l'inscription : « Oasis sahariennes », dans un croissant (1948).
Une pièce de théâtre pour les familles, Charles de Foucauld, prince du désert est écrite par l'abbé Pierre Amar, curé de paroisse et cofondateur du Padreblog.
Un court-métrage, La trace du premier pas, a été réalisé en 2009 sur ses premières années à la Trappe.
En 2008, un ensemble de reportages est publié sous la forme de DVD par des religieuses. Un documentaire de France 3 sur Charles de Foucauld est diffusé en janvier 2010,.

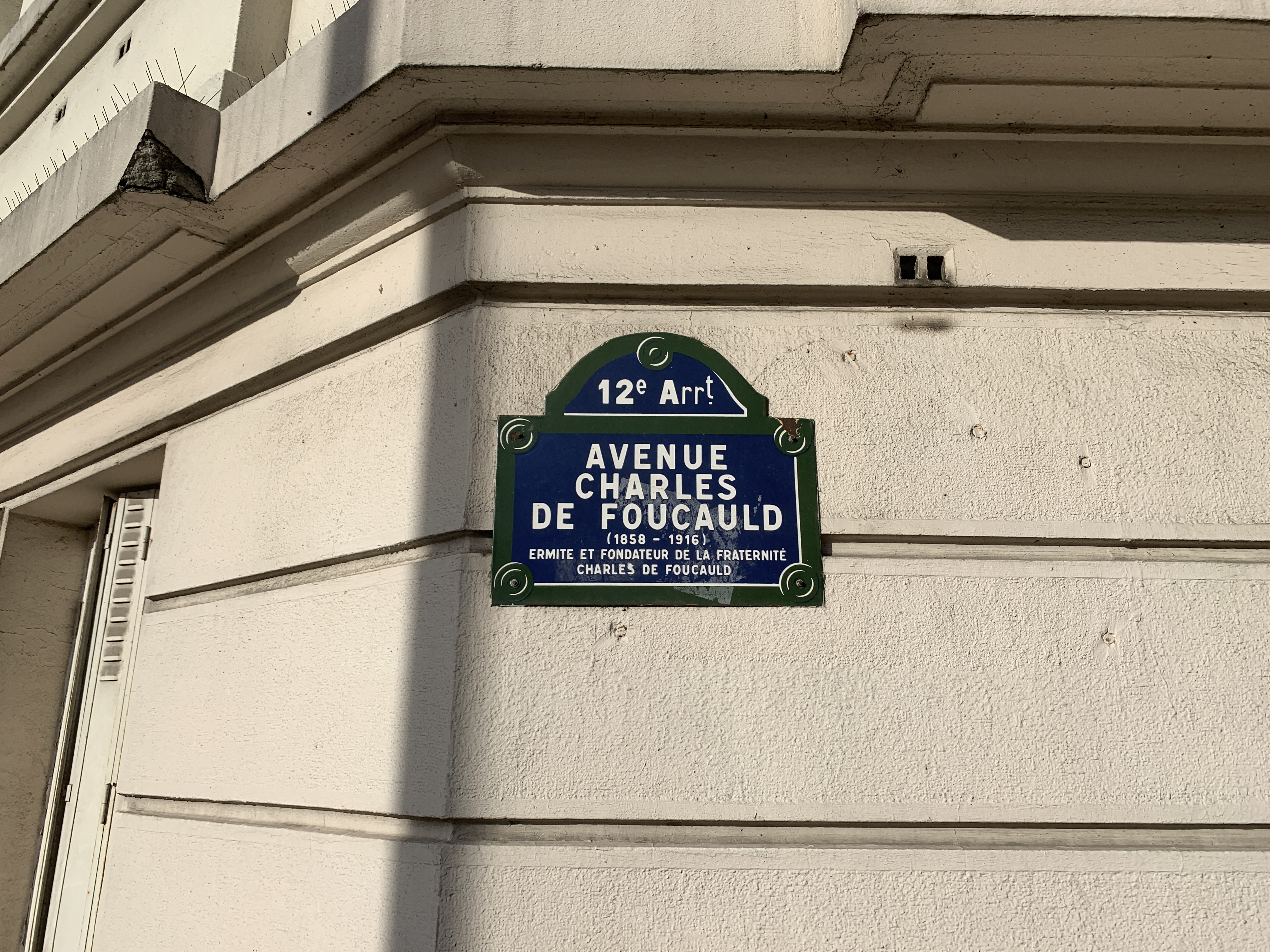
Plaque de l'avenue Charles-de-Foucauld à Paris.

Plusieurs vitraux en France représentent Charles de Foucauld : à Montmartre, à l'Église Saint-Maurice de Lille, à l'église du Sacré-Cœur de Dijon et dans la chapelle de l'hôtellerie de la Sainte-Baume.
Le Père Charles de Foucauld fut célèbre bien avant sa béatification. Une place de Saumur où il fut élève à l'école de cavalerie porte son nom et à Saint-Cyr-l'École Coëtquidan, une paroisse, depuis 2008. Sur le parvis de l'église Saint-Pierre-le-Jeune catholique de Strasbourg (paroisse de son baptême) a été érigée une statue en bronze le représentant, inaugurée le 25 novembre 2006, ce parvis portant lui-même le nom de Place Charles-de-Foucauld depuis le 29 novembre 2008. Son nom est également donné à la Maison des Énarques à Strasbourg, rue de la Comédie.

### Évolution de la perception de Charles de Foucauld
Après la mort de Charles de Foucauld, René Bazin écrit sa biographie, publiée en 1921. Elle devient un best-seller et contribue au développement de trois images de Charles de Foucauld : la première est celle d'un ermite du désert, vivant seul et éloigné de tous, la deuxième est celle d'un saint mort en martyr, la dernière est celle d'un fervent colonisateur, agent secret de la colonisation. Ces images populaires, développées dans les récits hagiographiques ont été nuancées et en partie remises en cause par des recherches plus poussées sur la vie de Charles de Foucauld[Lesquelles ?].

#### Image du martyr
Sur la réalité du martyre de Charles de Foucauld, sa foi chrétienne a sans doute été la cause principale de sa mort, cependant sa mort n'était pas à proprement parler un martyre, mais plutôt un assassinat par manque de « professionnalisme » des agresseurs de Charles de Foucauld. Certains auteurs[Qui ?] ont hâtivement affirmé que, sachant l'importance qu'il avait pour les Français, ces pillards voulaient enlever Foucauld pour avoir une rançon, puis qu'ils lui firent subir des humiliations du fait de sa foi chrétienne. En réalité, les rares témoignages à peu près fiables laissent penser que les assaillants étaient moins intéressés par la personne de l'ermite que par le contenu (armes, vivres) du fortin où il vivait. Dans la panique suscitée par l'arrivée de deux tirailleurs algériens, le jeune homme qui avait sa garde, Sermi ag-Tohra, a tiré sur lui, et rien ne permet d'affirmer que la foi du Père de Foucauld ait été mise en cause au moment de sa mort.
Louis Massignon réplique dans une « lettre de la Badaliya » à un article du journal égyptien Al-Destur du 16 novembre 1946 présentant Charles de Foucauld comme un espion : « Foucauld n'est pas le « qiddis al jasusiya », le saint-patron de l'espionnage franco-chrétien au Sahara, c'est l'ermite martyrisé du Hoggar musulman, son « dakhil », son hôte, otage et rançon ».
L'affirmation par Jean-François Six en 1958 que Charles de Foucauld n'est pas mort en martyr soulève « une tempête de protestations »[réf. nécessaire].

#### Image du colonisateur
Les premières tensions sur le sens de la vie de Charles de Foucauld apparaissent lors de la publication, en 1936, du livre Sur les traces du Père de Foucauld du père Georges Gorrée, ex-petit frère de Jésus. En 1939, lorsque ce même auteur entreprend la publication d'un deuxième livre sous le titre de Charles de Foucauld, officier de renseignement, le père franciscain Abd-el-Jalil, un ancien musulman converti au catholicisme, communique son inquiétude à son parrain Louis Massignon, redoutant les conséquences de ces écrits sur la canonisation et sur l'image du père de Foucauld auprès des musulmans. Le livre est finalement publié en 1940 sous le titre de Les Amitiés sahariennes du Père de Foucauld.
En 1949, son image de partisan de la colonisation conduit l'Académie des sciences coloniales à demander au pape de faire de Charles de Foucauld le saint patron de la colonisation. Louis Massignon démissionne de l'Académie des sciences Coloniales en juin 1949. Il s'opposera sa vie durant contre cette vision.
Le colonialisme de Charles de Foucauld a été caricaturé, conduisant à en faire le héraut de l'Algérie française. Cette utilisation de la figure de Charles de Foucauld par les partisans de l'Algérie française entraîne la suspension de sa procédure de béatification par le pape Pie XII lors du déclenchement de la guerre d'Algérie[réf. nécessaire].
En 1997, Paul Pandolfi exploite pour la première fois des écrits inédits du capitaine Dinaux, l'officier qui commandait la colonne militaire que Charles de Foucauld accompagnait lors de son installation dans le Hoggar, et conteste, en référence à la Vie de Charles de Foucauld publiée par Jean-François Six en 1962, « la notation idyllique de J.-F. Six, pour qui Foucauld s'avançait « désarmé » » lors de son voyage vers le sud en 1905.
L'image de Charles de Foucauld comme colonisateur est réactualisée en 2002 par Jean-Marie Muller qui publie Charles de Foucauld, frère universel ou moine-soldat ? et appelle de ses vœux en 2003 une édition scientifique complète des écrits de Charles de Foucauld.
C'est la raison pour laquelle la perspective de la canonisation de Charles de Foucauld en 2020, relance la question de son héritage politique et religieux : dans un article du Monde du 3 juillet 2020, Ladji Ouattara écrit : « sa canonisation est perçue par certains intellectuels touaregs comme un “déni d’histoire” et une “expression de la banalisation de la mémoire coloniale” par le pape François ».
Les universitaires Dominique Casajus et Paul Pandolfi considèrent pour leur part qu'il faut trouver une voie médiane entre la vision laudative de Bazin et celle critique de Muller : « En faire un ultra de la colonisation est absurde ». Ils citent notamment une phrase de Charles de Foucauld, qui notait en 1912 que si la France oubliait « la fraternité écrite sur nos murs » et ne désirait que l'« exploitation » des peuples colonisés, alors « l'union que nous leur avons donnée se retournera contre nous, et ils nous jetteront à la mer à la première difficulté européenne ».

#### Modernité et complexité
La publication en 2020 de ses œuvres spirituelles et autres écrits a contribué à modifier l'image de Charles de Foucauld, notamment celle de son apostolat. La modernité de sa vision, par la place importante que Foucauld donne aux laïcs, par son respect de la liberté de conscience, mais aussi son rapport avec d'autres religions, est mise en avant lors du Concile Vatican II.
Enfin, la redécouverte de ses travaux scientifiques a complètement renouvelé la vision de Charles de Foucauld, permettant d'en avoir une image plus complexe. Les études des ethnologues sur les Touaregs ont revalorisé son immense travail.
Le lieutenant Charles de Foucauld a donné son nom à la promotion 1941-1942 de l'école spéciale militaire de Saint-Cyr et à la promotion 1977-1978 de sous-lieutenants de l'EAABC (École d'application de l'arme blindée et de la cavalerie) à Saumur.

## Œuvres

### Œuvres spirituelles
- Charles de Foucauld (préf. Jean-François Six), Conseils évangéliques : Directoire, Seuil (réimpr. 2001) (1re éd. 1927), 192 p.
- Charles de Foucauld (préf. Bernard Jacqueline), Considérations sur les fêtes de l'année, Nouvelle Cité, coll. « Spiritualité », 1987 (réimpr. 1995), 602 p. (ISBN 978-2-85313-149-0) méditations liturgiques (1897-1898) Tome I
- Charles de Foucauld, Qui peut résister à Dieu ?, Bruyères-le-Châtel (Essonne), Nouvelle Cité, coll. « Spiritualité », janvier 1980, 360 p. (ISBN 978-2-85313-046-2) Méditations sur l'Écriture sainte, 1896-1898
- Charles de Foucauld (préf. Maurice Bouvier), Méditations sur les psaumes, Montrouge, Nouvelle Cité, 23 août 2002 (réimpr. 2005), 445 p. (ISBN 978-2-85313-419-4, LCCN 86132231) (1897-1898)
- Charles de Foucauld (préf. Bernard Jacqueline), En vue de Dieu seul, Paris, Nouvelle Cité, coll. « Spiritualité », 1973 (réimpr. 1998, 1999), 288 p. (ISBN 978-2-85313-001-1, LCCN 74178803) (Tome IV, vol.1) méditations sur la foi et l'espérance (juin 1897 à juin 1898).
- Charles de Foucauld, Aux plus petits de mes frères, Paris, Nouvelle Cité, coll. « Spiritualité », 1974 (réimpr. 1995), 192 p. (ISBN 978-2-85313-002-8, LCCN 74189014) (1897-1898)
- Charles de Foucauld, Commentaire de Saint Matthieu, Bruyères-le-Châtel (Essonne), Nouvelle Cité, coll. « Spiritualité », 1989, 378 p. (ISBN 978-2-85313-205-3) Tome V (1886-1900)
- Charles de Foucauld, La Bonté de Dieu, Nouvelle Cité, coll. « Spiritualité », novembre 1996, 324 p. (ISBN 978-2-85313-298-5) (1898)
- Charles de Foucauld, L'Imitation du Bien Aimé, Bruyères-le-Châtel (Essonne), Nouvelle Cité, coll. « Spiritualité », novembre 1997, 300 p. (ISBN 978-2-85313-317-3) Volume 16 (1898-1899)
- Charles de Foucauld (préf. Maurice Bouvier), Petit frère de Jésus, Bruyères-le-Châtel (Essonne), Nouvelle Cité, coll. « Spiritualité », mai 2003, 318 p. (ISBN 978-2-85313-438-5 et 2-85313-438-5) Tome VII (1898 – 1900)
- Charles de Foucauld (préf. Maurice Bouvier), L'Esprit de Jésus, Bruyères-le-Châtel (Essonne), Nouvelle Cité, coll. « Spiritualité », août 2005, 349 p. (ISBN 978-2-85313-483-5) (vol.8) méditations de l'Évangile (1896-1915)
- Charles de Foucauld (préf. Maurice Bouvier), La Dernière Place,, Bruyères-le-Châtel (Essonne), Nouvelle Cité, coll. « Spiritualité », novembre 2002, 285 p. (ISBN 978-2-85313-425-5) Tome IX, vol 1, Retraites en Terre sainte (1897)
- Charles de Foucauld (préf. Maurice Bouvier), Crier l'Évangile, Bruyères-le-Châtel (Essonne), Nouvelle Cité, coll. « Spiritualité », janvier 2004, 191 p. (ISBN 978-2-85313-450-7) Tome IX (1898 – 1900)
- Charles de Foucauld, Seul avec Dieu, Bruyères-le-Châtel (Essonne), Nouvelle Cité, coll. « Spiritualité », 2004, 255 p. (ISBN 978-2-85313-462-0) Retraites à N.-D. des Neiges et au Sahara
- Charles de Foucauld, Règlements et Directoire, Bruyères-le-Châtel (Essonne), Nouvelle Cité, coll. « Spiritualité », avril 1995, 708 p. (ISBN 978-2-85313-276-3, LCCN 96193255) (vol.11-12) 5 textes de fondation
- Charles de Foucauld, Carnet de Beni Abbes, Paris, Nouvelle Cité, janvier 1993, 219 p. (ISBN 978-2-85313-258-9, LCCN 94227218) Tome XIII (1901 – 1905)
- Charles de Foucauld, Carnets de Tamanrasset, Bruyères-le-Châtel (Essonne), Nouvelle Cité, coll. « Spiritualité », janvier 1986, 418 p. (ISBN 978-2-85313-129-2) 1905-1916 Tome XIV
- Charles de Foucauld, Voyageur dans la nuit, Bruyères-le-Châtel (Essonne), Nouvelle Cité, coll. « Spiritualité », janvier 1980, 292 p. (ISBN 978-2-85313-038-7, LCCN 85174576) (1888-1916)
- Charles de Foucauld, Au fil des jours, Bruyères-le-Châtel (Essonne), Nouvelle Cité, coll. « Spiritualité », juin 1997, 1re éd., 252 p. (ISBN 978-2-85313-309-8, LCCN 99210662) anthologie des écrits spirituels
- Charles de Foucauld, Contemplation, Paris, Beauchesne, janvier 1969, 192 p. (ISBN 978-2-7010-0469-3, lire en ligne)
- Charles de Foucauld, Cette chère dernière place : lettres à mes frères de la Trappe, Paris, Éditions du Cerf, janvier 1991, 481 p. (ISBN 978-2-204-04143-0)
- Charles de Foucauld, L'Évangile présenté aux pauvres nègres du Sahara, Grenoble et P., Arthaud, coll. « Collection Foucauld l'Africain », 1937 (réimpr. 1947), 262 p.
- Charles de Foucauld, Le Modèle unique, Montsûrs, éditions Résiac, 1935 (réimpr. 1990), 43 p. (ISBN 978-2-85268-188-0, OCLC 463439907, lire en ligne)

### Correspondance
- Charles de Foucauld, Charles de Foucauld et Mère Saint-Michel, abbesse des Clarisses de Nazareth: Lettres inédites, présentées par Sylvestre Chauleur, Saint-Paul, 1946, 90 p.
- Charles de Foucauld, Lettres à Henry de Castries, Grasset, 1938, 224 p.
- Charles de Foucauld, Georges Gorrée (intro), Lettres inédites au général Laperrine, pacificateur du Sahara, La Colombe, Editions du Vieux Colombier, 1954
- Charles de Foucauld, Lettres à mes Frères de La Trappe. Correspondance inédite présentée et annotée par A. Robert, Le Cerf, 1991
- Charles de Foucauld, Lettres à Mme de Bondy. De la Trappe à Tamanrasset, Paris, Desclée de Brouwer, 1966, 256 p.
- Charles de Foucauld, Lettres à sa sœur Marie de Blic, Le Livre Ouvert, 1er novembre 2005, 229 p. (ISBN 978-2-915614-07-7 et 2-915614-07-5) (1883-1916)
- Charles de Foucauld, L'aventure de l'amour de Dieu - 80 lettres inédites de Charles de Foucauld à Louis Massignon, Paris, Seuil,J.F. Six, 1993À compléter avec trois lettres de Louis Massignon à Charles de Foucauld (ed. F.Angelier), parues dans le numéro 19 du Bulletin de la Société des Amis de Louis Massignon, 2006.
- Charles de Foucauld, Correspondances lyonnaises (1904-1916), Paris, Karthala, coll. « Chrétiens en liberté », novembre 2005, 192 p. (ISBN 978-2-84586-673-7 et 2-84586-673-9, lire en ligne)
- Charles de Foucauld, Correspondances sahariennes, Paris, Éditions du Cerf, coll. « Textes », mai 1998, 1061 p. (ISBN 978-2-204-05740-0 et 2-204-05740-1, LCCN 98183479) lettres inédites aux Pères blancs et aux Sœurs blanches 1901-1916
- Charles de Foucauld, présentation et mise en texte de Jean-François Six et Brigitte Cuisinier, Charles de Foucauld, abbé Huvelin, Bruyères-le-Châtel (Essonne), Nouvelle Cité, coll. « Spiritualité », mars 2010, 320 p. (ISBN 978-2-85313-605-1) 20 ans de correspondance entre Charles de Foucauld et son directeur spirituel (1890-1910)
- Charles de Foucauld, Lettres à un ami de lycée, Paris, Nouvelle Cité, coll. « Spiritualité », janvier 1982 (réimpr. 1987), 224 p. (ISBN 978-2-85313-062-2 et 2-85313-062-2) 1874-1915 : correspondance avec Gabriel Tourdes
- Charles de Foucauld, Lettres au Commandant Paul Garnier (ouvrage non réédité, introuvable)
- Charles de Foucauld, « Lettres à monsieur René Basset, doyen de la faculté des lettres d'Alger », Études et Documents Berbères, nos 19-20,‎ (2002), 2004.
- Charles de Foucauld, Lettres à Henri Duveyerier
- Charles de Foucauld, Lettres du Père de Foucauld au reporter photographe Felix Dubois (lire en ligne).
- Charles de Foucauld, Lettre du Père Charles de Foucauld adressée à René Bazin en 1917 (octobre) (lire en ligne).

### Œuvres scientifiques
- Charles de Foucauld, Esquisses sahariennes, trois carnets inédits de 1885, Jean Maisonneuve éditeur, 1985, 131 p. (ISBN 978-2-7200-1038-5 et 2-7200-1038-3, présentation en ligne)
- Charles de Foucauld, Reconnaissance au Maroc, Paris, Challamel, 1888, (réimpr. L'Harmattan, coll. Les Introuvables 1998), 499 p. (ISBN 978-2-7384-6645-7, lire en ligne)
- Charles de Foucauld, Reconnaissance au Maroc, 1883-1884 : ouvrage illustré de 4 photogravures et 101 dessins d'après les croquis de l'auteur. Atlas, Paris, Challamel, 1888 (lire en ligne)
- Charles de Foucauld, Dictionnaire abrégé touareg-français (dialecte de l’Ahaggar), t. 2, Alger, René Basset, coll. « Carbonnel », 1918-1920.
- Charles de Foucauld et Adophe de Calassanti-Motylinski, Textes touareg en prose (dialecte de l’Ahaggar), Paris, Carbonnel, 1922, 230 p..
- Charles de Foucauld, Notes pour servir à un essai de grammaire touarègue (dialecte de l’Ahaggar), Alger, Carbonnel, 1920, 172 p..
- Charles de Foucauld et Adolphe de Calassanti-Motylinski, Grammaire, dialogues et dictionnaire touaregs, Alger, René Basset, 1908, 331 p. (lire en ligne).
- Charles de Foucauld, Poésies touarègues (dialecte de l’Ahaggar), Paris, Ernest Leroux, 1925, 660 p..
- Charles de Foucauld, Dictionnaire abrégé touareg-français des noms propres (dialecte de l’Ahaggar), Paris, André Basset, 1940.
- Charles de Foucauld, Dictionnaire touareg-français, Paris, L'Harmattan, 2005.
- Charles de Foucauld (préf. Salem Chaker, Marceau Gast et Hélène Claudot), Textes touaregs en prose, Aix-en-Provence, Édisud, 1984, 360 p. (ISBN 2857443900) réédition revue et complétée de Foucauld 1922
- Chants touaregs : Recueillis et traduits par Charles de Foucauld (préf. Dominique Casajus), Paris, Éditions Albin Michel, coll. « Spiritualités », 1997, 344 p. (ISBN 978-2-226-09432-2, LCCN 2001318092, présentation en ligne) réédition partielle de Foucauld 1925-1930

#### Livres
- René Bazin, Charles de Foucauld : explorateur du Maroc, ermite au Sahara, Plon, 1921 (réimpr. Nouv. éd (25 août 2003) Nouvelle Cité), 543 p. (ISBN 978-2-85313-441-5, lire en ligne)
- Paul Goubert, Foucauld, préface du père Bessières, comprenant une eau forte de Jos Jullien, Impr.-Libr. de l'Archevêché, 1931.
- Jacob Oliel, De Jérusalem à Tombouctou: l'odyssée saharienne du rabbin Mardochée 1826-1886, 270 p.  (ISBN 2-7191-0389-6) Éditions Olbia, 1998
- Robert Hérisson Avec le père de Foucauld et le général Laperrine : carnet d'un Saharien, 1909-1937
- Georges Gorrée, Sur les traces de Charles de Foucauld, Éditions Arthaud, 1936.
- J.-M. Bouteloup, L’Appel du désert, Vie et martyre du Père Charles de Foucauld. André Lesot, Paris, 1936. 128 p.
- Marie Andre, préface de Gustave Nouet (de), L'Ermite du Grand désert : Le père Charles de Foucauld, librairie Missionnaire, Paris, éd. Apostolat de la Priére, Toulouse, 1937, 91 p.
- René Pottier, La Vocation saharienne du Père de Foucauld, Plon, 1939.
- René Pottier, Charles de Foucauld et Marie de Magdala, Fernand Sorlot, 1942.
- Georges Gorrée, Les Amitiés sahariennes du père de Foucauld, éd. Arthaud, 1946, 2 volumes.
- René Pottier, Charles de Foucauld, Le prédestiné, Fernand Sorlot, Paris, 340 pages, 1946.
- Pierre Nord (André Brouillard), Charles de Foucauld Français d'Afrique, 1957.
- Léon Cristiani, Charles de Foucauld, 1858-1916, Pèlerin de l'absolu, Apostolat, 1960.
- Michel Carrouges, Charles de Foucauld, Éditions Casterman, illustré par René Follet, 1961.
- Jean-François Six, Vie de Charles de Foucauld, Éditions du Seuil, 1962.
- Marguerite Castillon du Perron, Charles de Foucauld, Éditions Grasset, 1982 - Prix Claire-Virenque de l’Académie française
- Jean-Edern Hallier, L'Évangile du fou : Charles de Foucauld, le manuscrit de ma mère morte. Paris, Albin Michel, 1986 (biographie romancée).
- Antoine Chatelard, La Mort de Charles de Foucauld, Paris, Karthala Editions, coll. « Chrétiens en liberté », 2000 (réimpr. 2001), 2e éd., 352 p. (ISBN 978-2-84586-120-6 et 2845861206, LCCN 2001366475, lire en ligne)
- Jean-Luc Maxence, L'Appel au désert, Charles de Foucauld, Antoine de Saint-Exupéry, Paris, Presses de la Renaissance, mars 2002, 364 p. (ISBN 978-2-85616-838-7 et 2-85616-838-8)
- Antoine Chatelard, Charles de Foucauld. Le chemin vers Tamanrasset, Paris, Karthala, coll. « Chrétiens en liberté », 2002, 2e éd., 326 p. (ISBN 978-2-84586-244-9 et 2-84586-244-X, présentation en ligne)
- Philippe Frey, Le Testament de sable, Desmaret éditions, coll. « Roman », 25 février 2003, 283 p. (ISBN 978-2-913675-24-7 et 2-913675-24-7)
- Jean-François Six, Maurice Serpette et Pierre Sourisseau, Le Testament de Charles de Foucauld, Paris, Fayard, décembre 2004, 300 p. (ISBN 978-2-213-62282-8 et 2-213-62282-5)
- Alain Vircondelet, Charles de Foucauld, comme un agneau parmi des loups, Monaco, Le Rocher (éditions), septembre 1997, 364 p. (ISBN 978-2-268-02661-9 et 2-268-02661-2)
- Jean-Jacques Antier, Charles de Foucauld, Paris, Éditions Perrin, novembre 1997 (réimpr. 2001, 2004, 2005), 384 p. (ISBN 978-2-262-01818-4 et 2-262-01818-9)
- Mauricette Vial-Andru, Charles de Foucauld au cœur du désert, Téqui, novembre 2001 (réimpr. 2005) (ISBN 978-2-7403-0904-9 et 2-7403-0904-X, lire en ligne)
- Marcel Nadeau, L'expérience de dieu avec Charles de Foucauld, Éditions Fides, 2004, 145 p. (ISBN 978-2-7621-2510-8 et 2-7621-2510-3, lire en ligne)
- Jean-Claude Boulanger, L'Évangile dans le sable : L'expérience spirituelle de Charles de Foucauld, Paris, Desclée De Brouwer, juillet 2007, 220 p. (ISBN 978-2-220-05880-1, OCLC 470722022)
- Josette Fournier (dir.), Charles de Foucauld : amitiés croisées,, Éditions Cheminements, 19 juin 2007, 271 p. (ISBN 978-2-84478-569-5, LCCN 2007474633, lire en ligne)
- Jean-François Six, Le Grand Rêve de Charles de Foucauld et Louis Massignon, Bussière, Albin Michel, février 2008, 374 p. (ISBN 978-2-226-18276-0)
- Jean-François Six, Charles de Foucauld autrement, France, Desclée de Brouwer, coll. « Biographie », octobre 2008, 447 p., poche (ISBN 978-2-220-06011-8)
- Dominique Casajus, Charles de Foucauld, moine et savant, Paris, CNRS, 22 octobre 2009, 165 p. (ISBN 978-2-271-06631-2, lire en ligne)
- Lionel Galand, Lettres au Marabout : Messages touaregs au Père de Foucauld, Paris, Belin, coll. « Hors Collection », 1er janvier 1999, 192 p. (ISBN 978-2-7011-2102-4, LCCN 00299065, lire en ligne)
- Christophe Mory, Charles de Foucauld, Paris, Pygmalion, coll. « Chemins d'Eternité », 2005 (ISBN 978-2-85704-971-5 et 2857049714, LCCN 2005543202)
- Alain Durel, Les Amants du silence. Le roman de Charles de Foucauld (Éditions de l’Œuvre, 2009), roman  (ISBN 978-2-35631-039-2)
- Éric-Emmanuel Schmitt, "La nuit de feu" (Albin Michel, 2015), roman.
- Patrick Levaye, Charles de Foucauld : Repères pour Aujourd'hui (Éditions Première Partie, décembre 2016)  (ISBN 978-2-36526-128-9)
- Ali Mérad, "Charles de Foucauld au regard de l'Islam" (éd. Chalet, 1976, 130 p.)
- Pierre Sourisseau, Charles de Foucauld 1858-1916, Salvator, 2016.
- Sébastien de Courtois, Passer par le désert. Sur les traces de Charles de Foucauld, Bayard, 2016.
- Jean-François Six, Foucauld après Foucauld, Cerf, 2016.
- Jean-François Six, Charles le libéré, Salvator, 2016.
- Jean-François Six, Charles de Foucauld. Sa vie, sa voie, Artège, 2016.
- François Sureau, Je ne pense plus voyager : La mort de Charles de Foucauld, Gallimard nrf, 2016, 153 p. (ISBN 9782070179176, lire en ligne)
- Valérie Chébiri, " Mission Touareg ", ou le voyage de l'Aménokal Moussa ag Amastan, Paris, Editions Saint-Honoré, 2019.
- Josette Fournier, Charles de Foucauld, Editions Saint-Léger, 250 p., 2021.
- Dominique Casajus et Paul Pandolfi, Charles de Foucauld homme de science, Vulaines sur Seine, Le Croquant, 2022 (lire en ligne)

#### Articles
- Les Cahiers Charles de Foucauld (44 volumes)
- Paul Fournier (dir.), « Charles de Foucauld. Approches historiques », Courrier de la Fraternité séculière Charles de Foucauld no 131, numéro spécial 2007-2008.
- Dominique Casajus, « Charles de Foucauld face aux Touaregs : Rencontre et malentendu », Terrain, no 28,‎ mars 1997, p. 29-42 (lire en ligne)
- Dominique Casajus, « René Bazin et Charles de Foucauld : un rendez-vous manqué ? », Impacts, vol. 2, no 34,‎ 2000, p. 149-163 (lire en ligne)
- Dominique Casajus, « Charles de Foucauld a-t-il été un pionnier du dialogue islamo-chrétien ? », dans Catherine Mayaux (dir.), Écrivains et intellectuels français face au monde arabe, Paris, Honoré Champion, 2011 (lire en ligne), p. 209-218.
- Dominique Casajus, « Un linguiste improvisé, une œuvre inachevée », dans François Gaudin (dir.), Charles de Foucauld lexicographe et missionnaire, Rouen, Presses universitaires de Rouen et du Havre, 2022 (lire en ligne)
- Paul Pandolfi, « Sauront-ils séparer entre les soldats et les prêtres ? : sur l’installation du Père de Foucauld dans l’Ahaggar », Journal des africanistes, vol. 67, no 2,‎ 1997, p. 49-71 (lire en ligne)
- Jean-François Six, « Mise au point : Charles de Foucauld, les chrétiens et les musulmans », Groupe de Recherches Islamo-Chrétien,‎ 2012 (lire en ligne)
- Constant Hamès, recension de Galand (Lionel), éd., Lettres au Marabout. Messages touaregs au Père de Foucauld, Archives de sciences sociales des religions, 2000, document 112.19, mis en ligne le 19 août 2009, [lire en ligne]
- René Chudeau, Le père de Foucauld, Annales de géographie, année 1917, volume 26, numéro 139, p. 70 à 72
- Raoul Bauchard, Le Père de Foucauld et le Marquis de Morès à l'École de cavalerie de Saumur, brochure de 1947.
- Michel Pierre, article paru dans L'Histoire, décembre 2006, p. 64-69
- Georges Gorrée, « Charles de Foucauld », Hommes et Destins : Dictionnaire biographique d'Outre-Mer, Académie des Sciences d'Outre-Mer, vol. 1, no 2,‎ 1977 (lire en ligne)
- Les mardis de Dar el-Salam, Numéro thématique Charles de Foucauld, Vrin, 1959
- Le bulletin L'Appel du Hoggar devenu Bulletin Trimestriel des Amitiés Charles de Foucauld, revue éditée par l'Association des Amitiés Charles de Foucauld, articles aujourd'hui disponibles sur le site La Frégate, pages consacrées au rayonnement du Bienheureux Charles de Foucauld (1858-1916)
- Régis de Foucauld, « Le bienheureux Charles de Foucauld de Pontbriant », Bulletin de la Société historique et archéologique du Périgord, vol. 4e livraison, t. 132,‎ 2005, p. 505-508 (lire en ligne)
- Pierre Sourisseau, « Aujourd'hui Charles de Foucauld », Choisir,‎ février 2010 (lire en ligne)
- Ubexy, Charles de Foucauld, extrait de Leurs demeures en Lorraine, Marcel Cordier, éditions Pierron, Sarreguemines